# Бобринець
Бо́бринець — місто в Україні, адміністративний центр Бобринецької міської територіальної громади Кропивницького району Кіровоградської області, колишній райцентр Бобринецького району. Розташоване на автошляху Кропивницький — Миколаїв, за 2 км на південь від залізничної станції Бобринець. Площа — 18,13 км². Населення складає 10,7 тис. осіб.

## Історія
Археологічні знахідки в районі Бобринця свідчать, що територія, на якій він розташований, була заселена людьми близько 15 тисяч років тому.
1767 року запорозький полковник Андрій Кейнаш (Кийнаш) доповів Кошеві (козацькому управлінню), що неподалік від річки Сугоклія засноване поселення Малий Бобринець. Згідно з документом 1777 року осадчим слободи Бобринцевої був прапорщик Островський — колишній запорозький козак Василь Островський, який у реєстрах Переяславського куреня значився Василем Острижським. На мапі 1779 року на місці Бобринця вказана Острижецька слобода.
Наприкінці XVIII століття Бобринець був досить великим населеним пунктом. У 1780-х роках тут щороку відбувалося чотири ярмарки. 1816 року у місті проживало 1910 осіб.
Запровадження військових поселень 3-ї уланської Української дивізії в 1821 році й передача частини земель Єлисаветградського повіту у військове відомство привело до його скасування й утворення з решти цивільних земель новоствореного Бобринецького повіту, що сталося 6 грудня 1828 року.
У 1848 році Бобринцю надано статус повітового міста, який зберігався за ним до 1865 року.

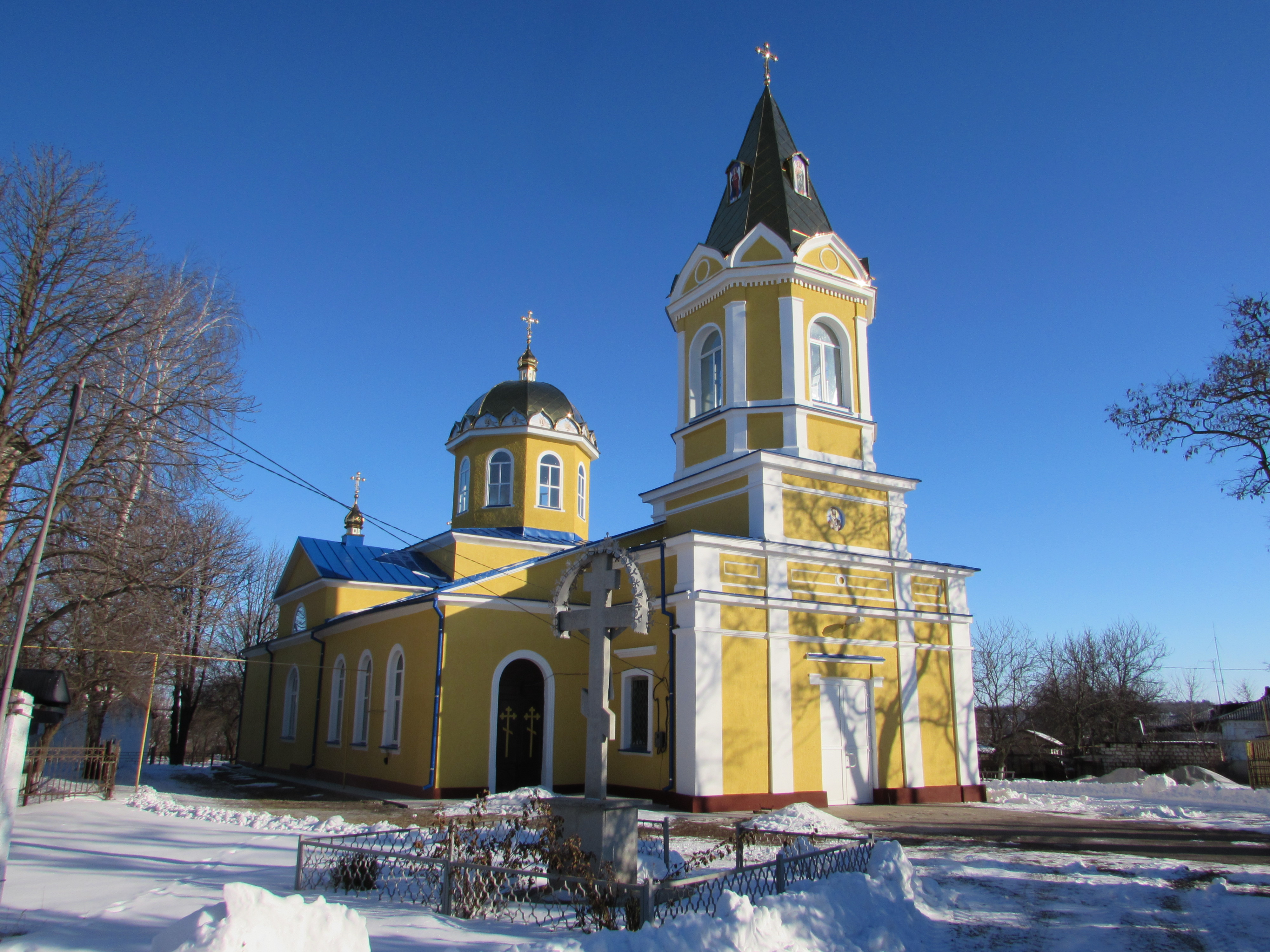
Свято-Миколаївська церква

За указом від 5 червня 1857 року військові поселення почали скасовуватися, згодом відновився Єлисаветградський повіт, правління якого було переведене з Бобринця до Єлисаветграда у 1865 році.
У Бобринці у 1860-х роках жили і працювали корифеї українського театру Марко Кропивницький і брати Тобілевичі — Іван Карпенко-Карий Тобілевич, Микола Садовський, Панас Саксаганський, які створили у місті аматорський театральний гурток. У 1864 році в обладнаному під театр приміщенні відбувалися спектаклі трупи Людвіга Млотковського.
З 1885 по 1984 роки завідувачем Бобринецької земської лікарні працював Олексій Семенович Кулик, батько Леоніда Кулика, мінералога, фахівця з вивчення метеоритів.
У Бобринці в той час була єдина церква. Через десятки років на кошти княжни Дмитрянської була споруджена Свято-Миколаївська кам'яна церква. В 1912 році освячено Вознесенський собор, будівництво якого тривало 14 років. Це була остання робота архітектора Якова Паученка.

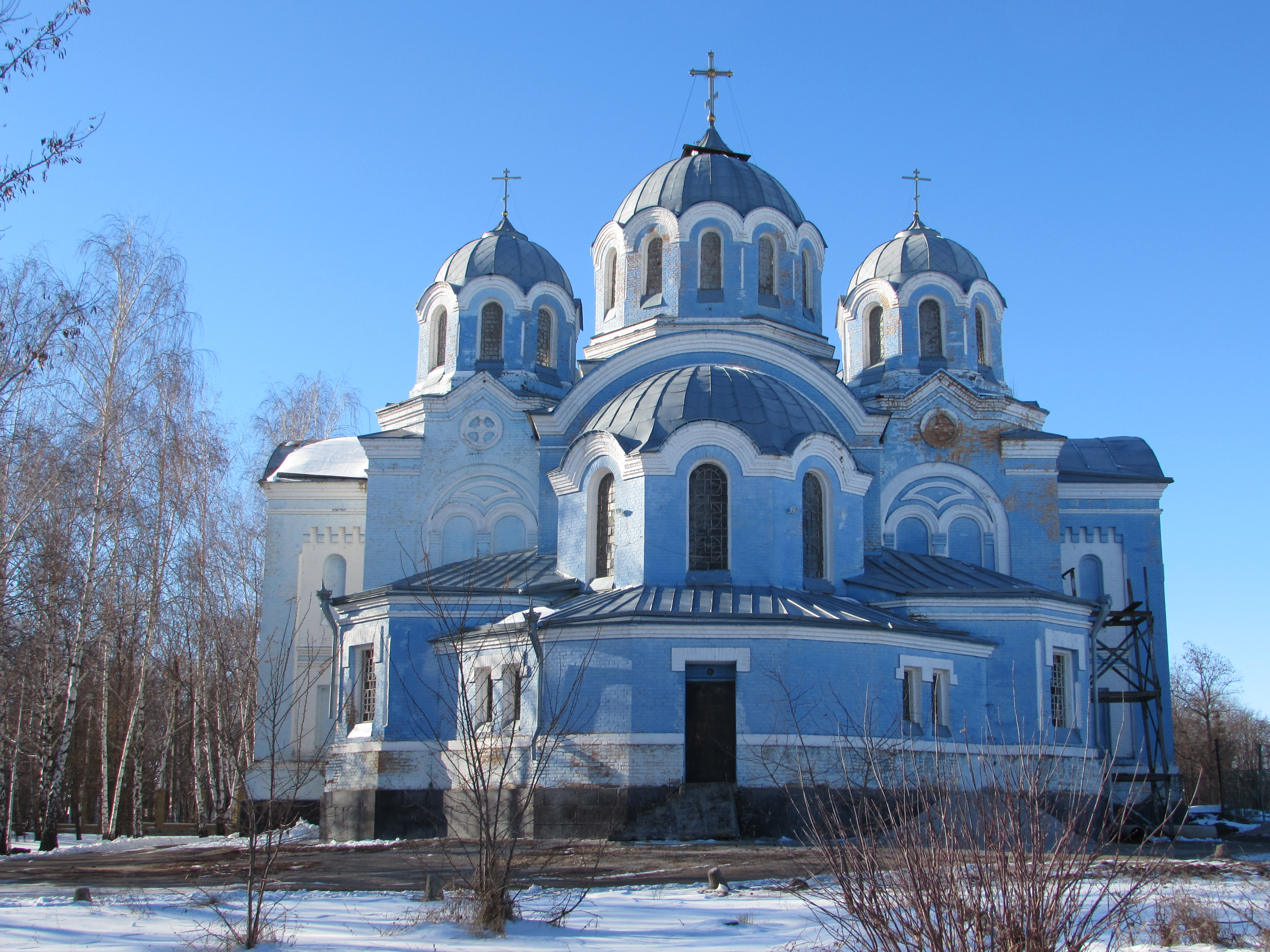
Вознесенський собор

На початку ХХ століття в Бобринці мешкало 14 294 чоловік, це було друге за величиною місто на території, що надалі увійшла до складу Кіровоградської області, після Єлизаветграда (61 488 осіб). У цей період діяли як сільськогосподарські, так і промислові й торгові підприємства. Серед заводів діяли чавуноливарні, колісні, шкіряні й миловарний. Переважали дрібні кустарні підприємства з незначною кількістю робітників. Розвивалися фургонно-колісна, ковальська, швейна галузі. Чимало крамниць та лавок у місті належало Давиду Бронштейну — батькові Льва Троцького.
Під час організованого радянською владою Голодомору 1932—1933 років померло щонайменше 146 жителів міста.
У 1935 році у місті було відкрито сільськогосподарський технікум. Упродовж 1935—1938 років в місті навчався Василь Порик, про що свідчить меморіальна дошка на будинку.

### У Незалежній Україні
2000 року прихожани Свято-Миколаївського храму приєдналися до Української Православної Церкви Київського Патріархату.
У 2018 році у районі налічували 360 підприємств торгівлі, з них 184 крамниці, 14 підприємств ресторанного господарства.
17 липня 2020 року, в результаті адміністративно-територіальної реформи та ліквідації Бобринецького району, місто увійшло до складу Кропивницького району.
Медицина району налічує районне поліклінічне відділення, центральну районну лікарню (стаціонар), 14 амбулаторій, 31 фельдшерсько-акушерський пункт, 13 аптек.
У районі діє 26 загальноосвітніх навчальних закладів, 25 дошкільних навчальних закладів, школа-інтернат, професійно-технічне училище та сільськогосподарський коледж.
Культурні заклади району — 38 бібліотек, 34 будинків культури, музична школа мистецтв та музей.

## Інфраструктура
У Бобринці функціонують 3 будинки культури, 4 бібліотеки, п'ять творчих колективів районного будинку культури носять звання народних. Великою популярністю користуються музична школа та дитяча школи мистецтв. У місті діє історико-краєзнавчий музей. До архітектурних пам'яток належать споруджений в 1912 році Вознесенський собор (архітектор — Я. В. Паученко) та Свято-Миколаївська церква. У міському парку встановлено пам'ятник корифею українського театру Марку Кропивницькому, який разом з Іваном Карпенко-Карим (Тобілевичем) в 1860-х організували в Бобринці самодіяльний драматичний гурток.
У місті розвивається туризм[джерело?]. Встановлено нові велосипедні стоянки.

## Пам'ятка
- Шумок — ландшафтний заказник загальнодержавного значення.

## Населення

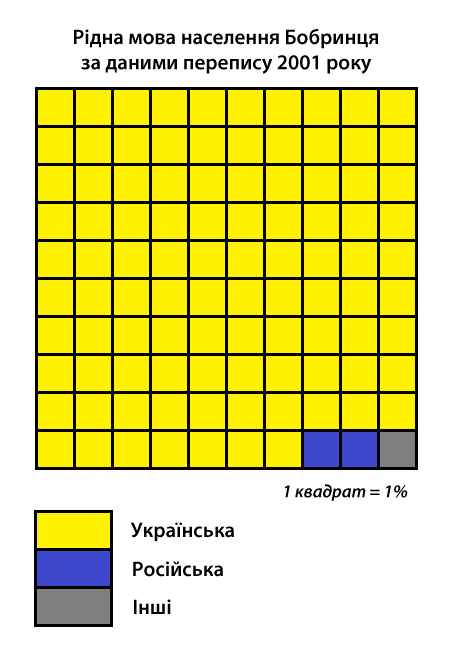
Рідна мова населення Бобринця за даними перепису 2001 року

Згідно з переписом 1989 року чисельність наявного населення міста становила 12,869 осіб.

### Національний склад
Національний склад населення за даними перепису 2001 року:
| Національність  | Відсоток |
| --------------- | -------- |
| українці        | 96,31%   |
| росіяни         | 2,46%    |
| вірмени         | 0,35%    |
| білоруси        | 0,29%    |
| молдовани       | 0,29%    |
| інші/не вказали | 0,30%    |

### Мова
Розподіл населення за рідною мовою за даними перепису 2001 року:
| Мова            | Чисельність, осіб | Відсоток |
| --------------- | ----------------- | -------- |
| Українська      | 11 887            | 97,25%   |
| Російська       | 254               | 2,07%    |
| Вірменська      | 29                | 0,24%    |
| Білоруська      | 23                | 0,19%    |
| Румунська       | 18                | 0,15%    |
| Польська        | 1                 | 0,01%    |
| Інші/Не вказали | 11                | 0,09%    |
| Разом           | 12 223            | 100%     |

## Відомі особи

### Уродженці
- Вінярський Михайло Борисович — український радянський кінорежисер.
- Волкотруб Віталій Юрійович (1986—2014) — молодший сержант, командир відділення — начальник радіостанції відділення управління загону спеціального призначення 3-го полку особливого призначення ГУР МО (Кропивницький). Загинув у бою під Іловайськом.
- Волошин Олександр Федорович (1855—1933)  — політичний діяч УНР, член Української Центральної Ради, педагог, етнограф, фольклорист.
- Гаспарян Ігіт Сагателович (1986—2015) — старший матрос Збройних сил України, учасник російсько-української війни.
- Гершфельд Давид Григорович († кінець січня 2005, Брейдентон, США) — український та молдавський диригент, композитор, перший заслужений діяч мистецтв Молдавської РСР.
- Грановський Олександр Володимирович (*1950) — прозаїк.
- Грінштейн Ісаак Хаскелевич (1909—1966) — радянський художник.
- Корнієць Леонід Романович — Глава РНК (уряду) УРСР 1939—1944, активний учасник «совєтизації» окупованих районів Західної України.
- Кропивницький Марко Лукич 25 квітня 7 травня 1840, с. Бежбайраки, тепер Кіровоградської області — †21 квітня 1910) — український письменник, драматург, театральний актор.
- Луцко Анатолій Степанович (1985—2014) — старший сержант Державної прикордонної служби України, учасник російсько-української війни.
- Побігуца Борис Олександрович (1946) — композитор, музикант (віолончеліст), заслужений артист Росії (1998).
- Сербулов Володимир Федорович — Герой СРСР.
- Смоленчук Микола Кузьмович — краєзнавець, науковець, письменник.
- Тодоровський Петро Юхимович — відомий український і російський кінооператор, кінорежисер і актор
- Тікуш Василь Лук'янович — професор, доктор фізико-математичних наук, майстер спорту з легкої атлетики.
- Шпарковський Йосип Федорович — інженер-конструктор.
- Шумилов Петро Павлович — дослідник у галузі нафтової промисловості, керівник розробки реактивної протитанкової зброї, тричі Лауреат Державної премії СРСР, доктор технічних наук, на честь якого в міській школі № 5, де він навчався, встановлено меморіальну дошку.
- Тимофій Соловйов —  український підприємець, журналіст, волонтер, засновник і керівник компанії RC STORE з продажу FPV квадрокоптерів, готових RC моделей та супутніх товарів.

## Галерея

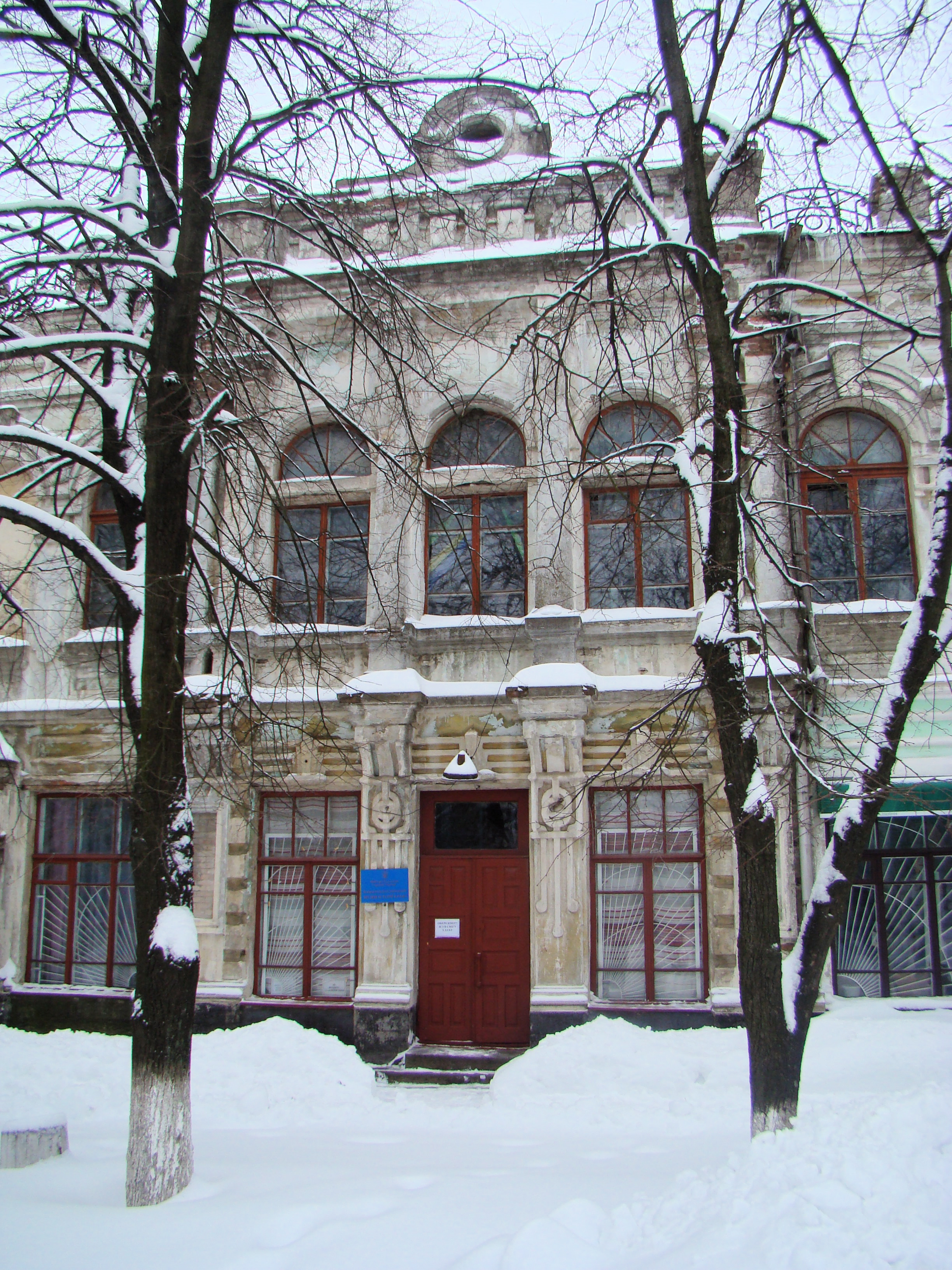
Музей
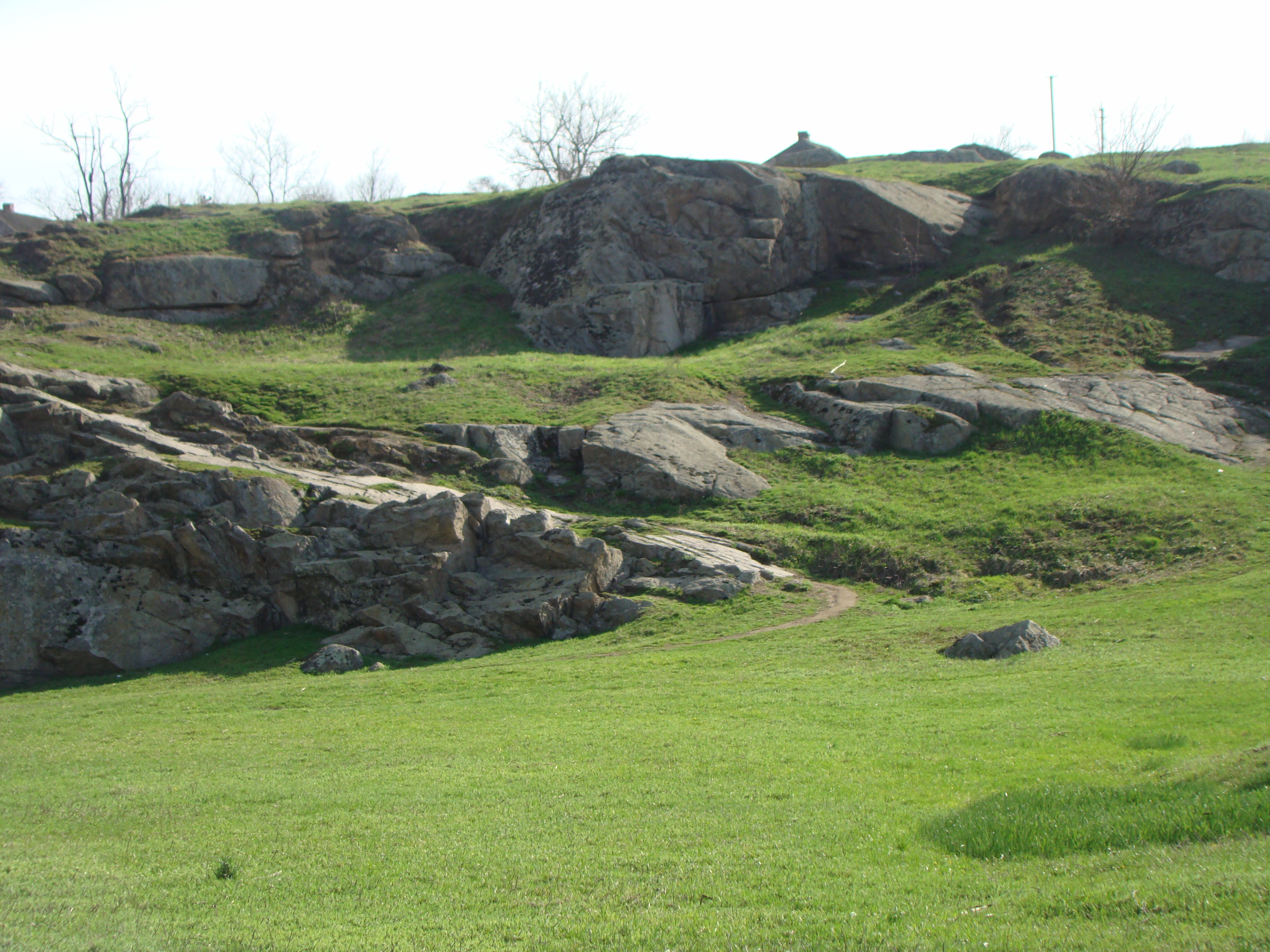
Парк «Кам'яний сад»
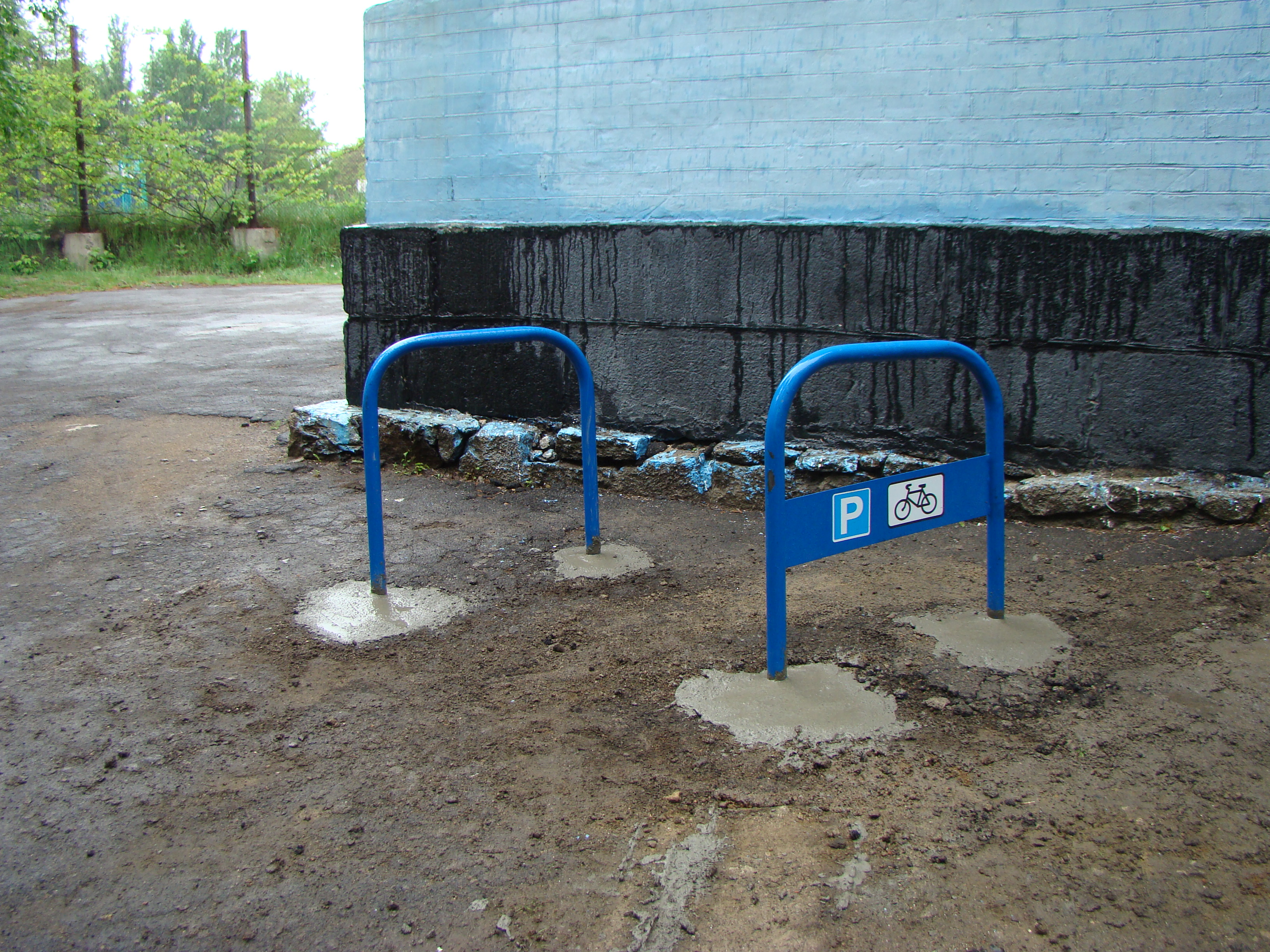
Велостоянки у Бобринці
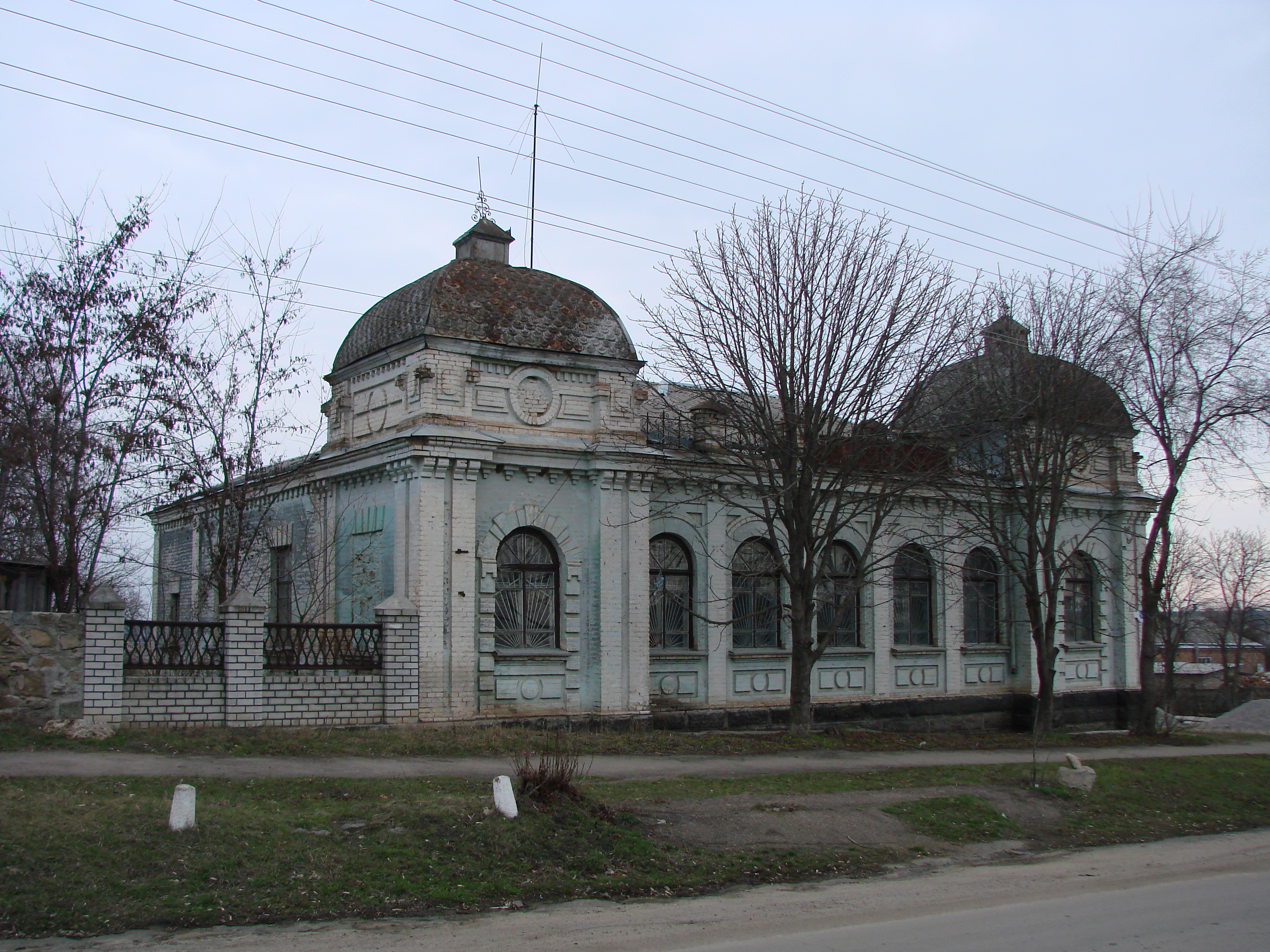
Колишня синагога
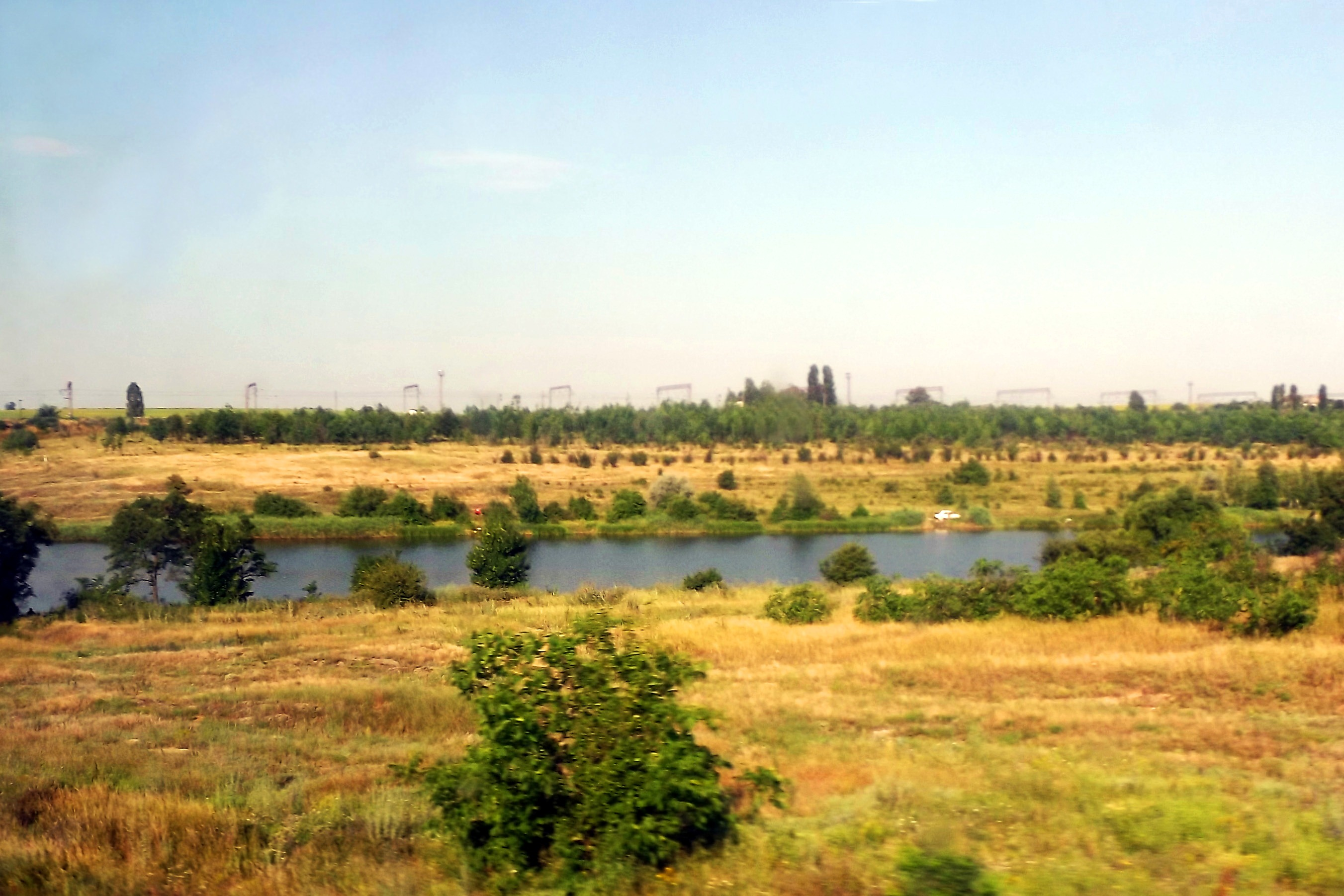
Сугоклія в околицях міста
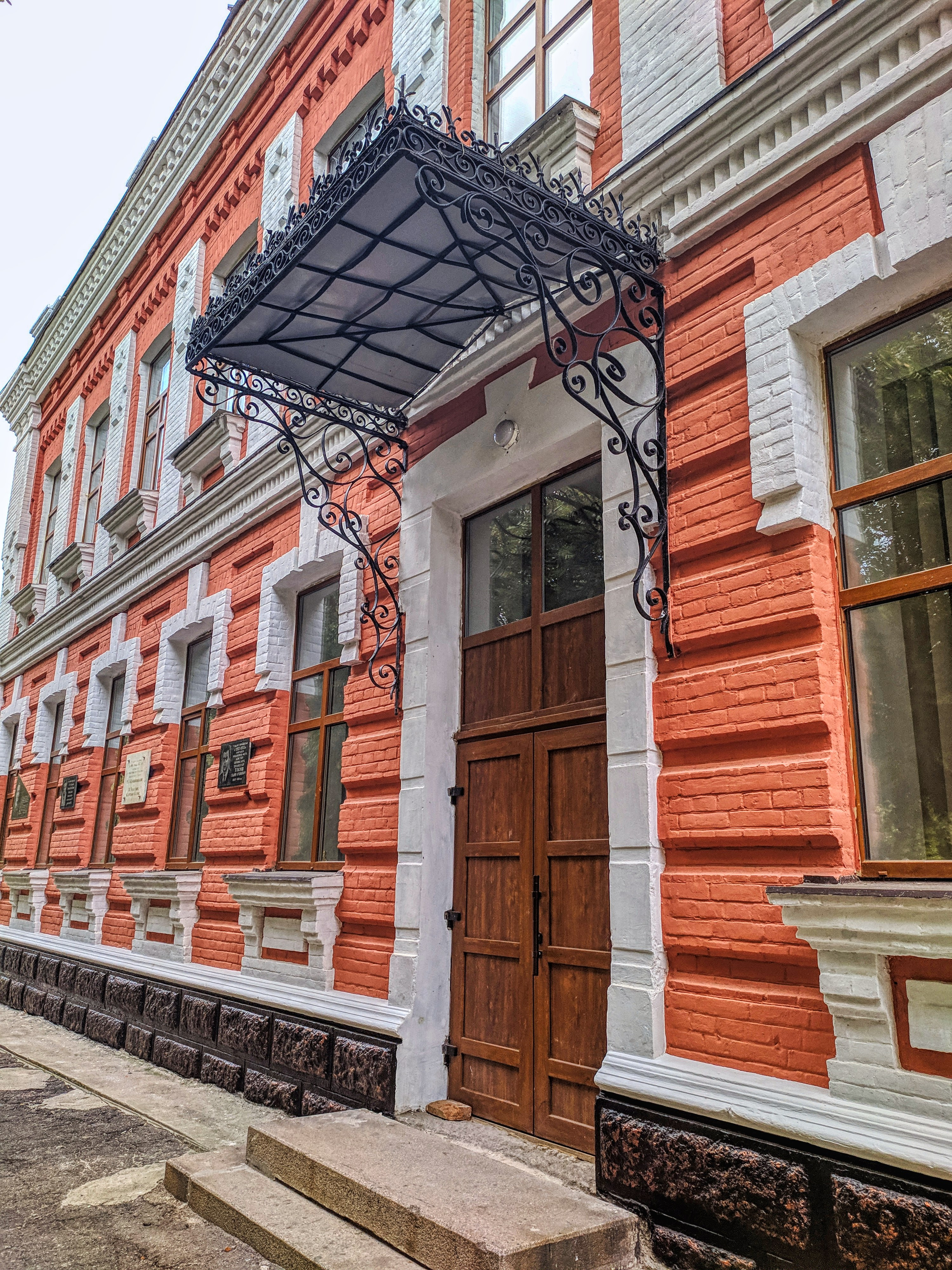
Вул. Миколаївська, 60
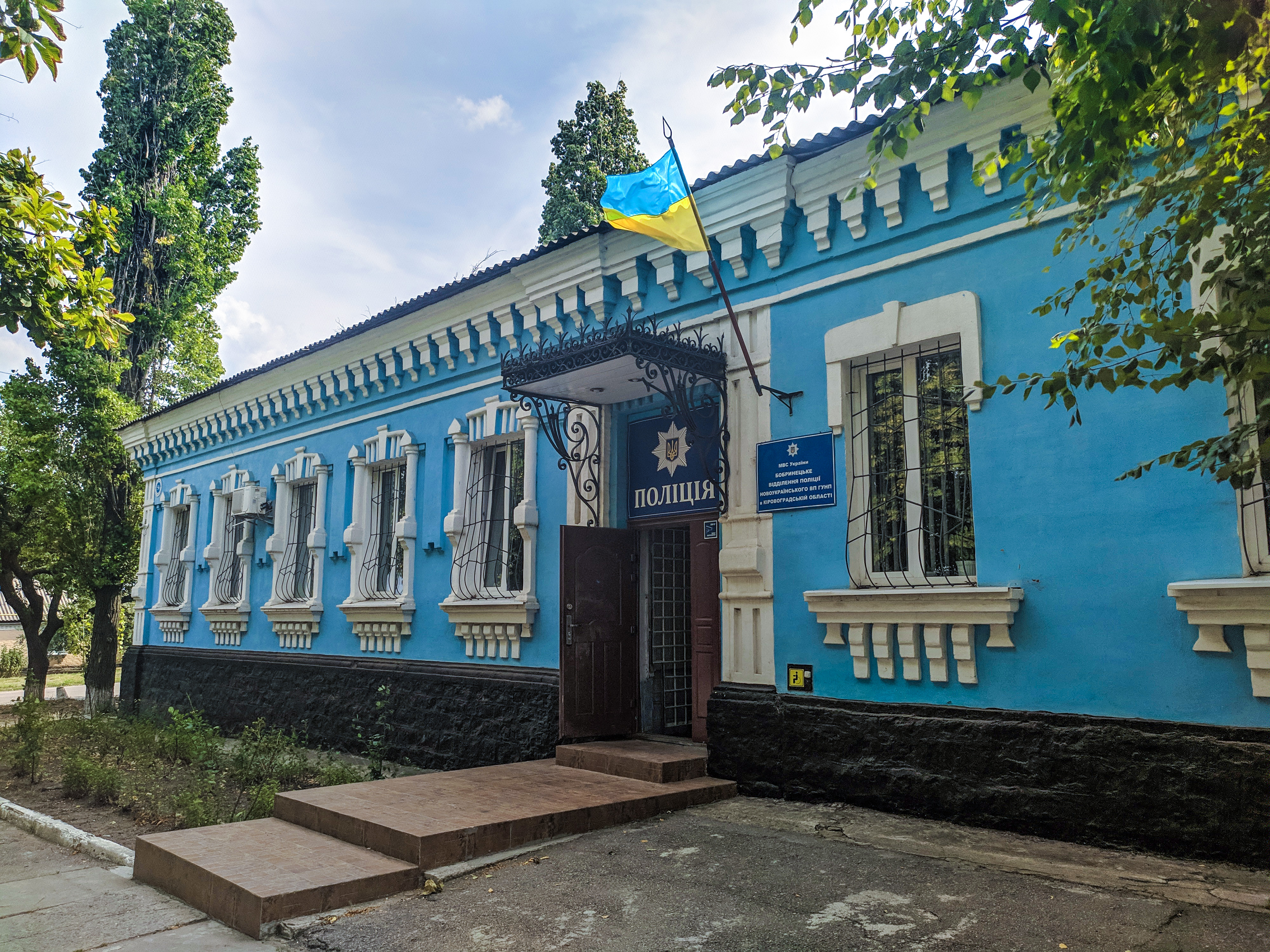
Вул. Вознесенська, 56
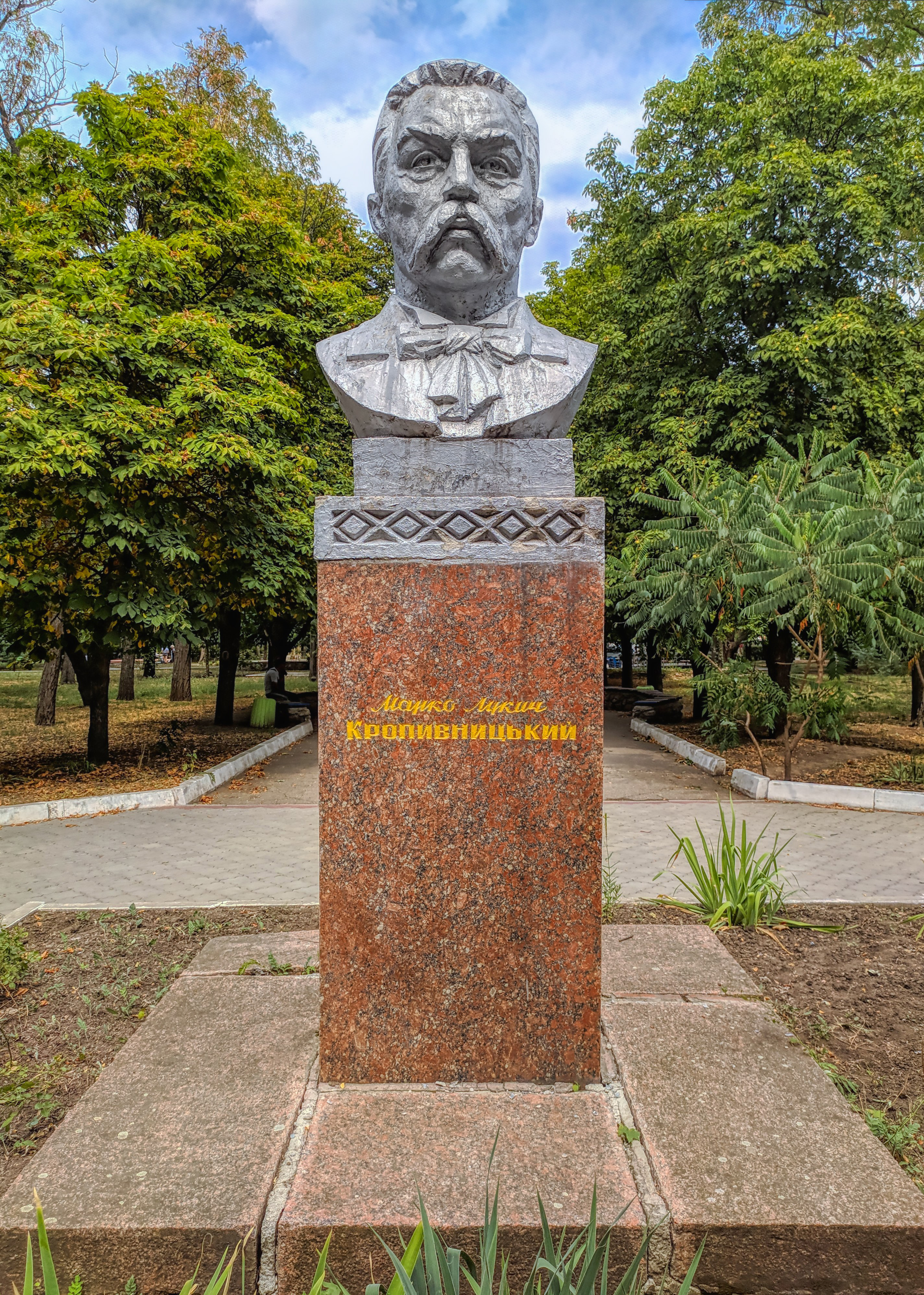
Пам'ятник Марку Кропивницькому
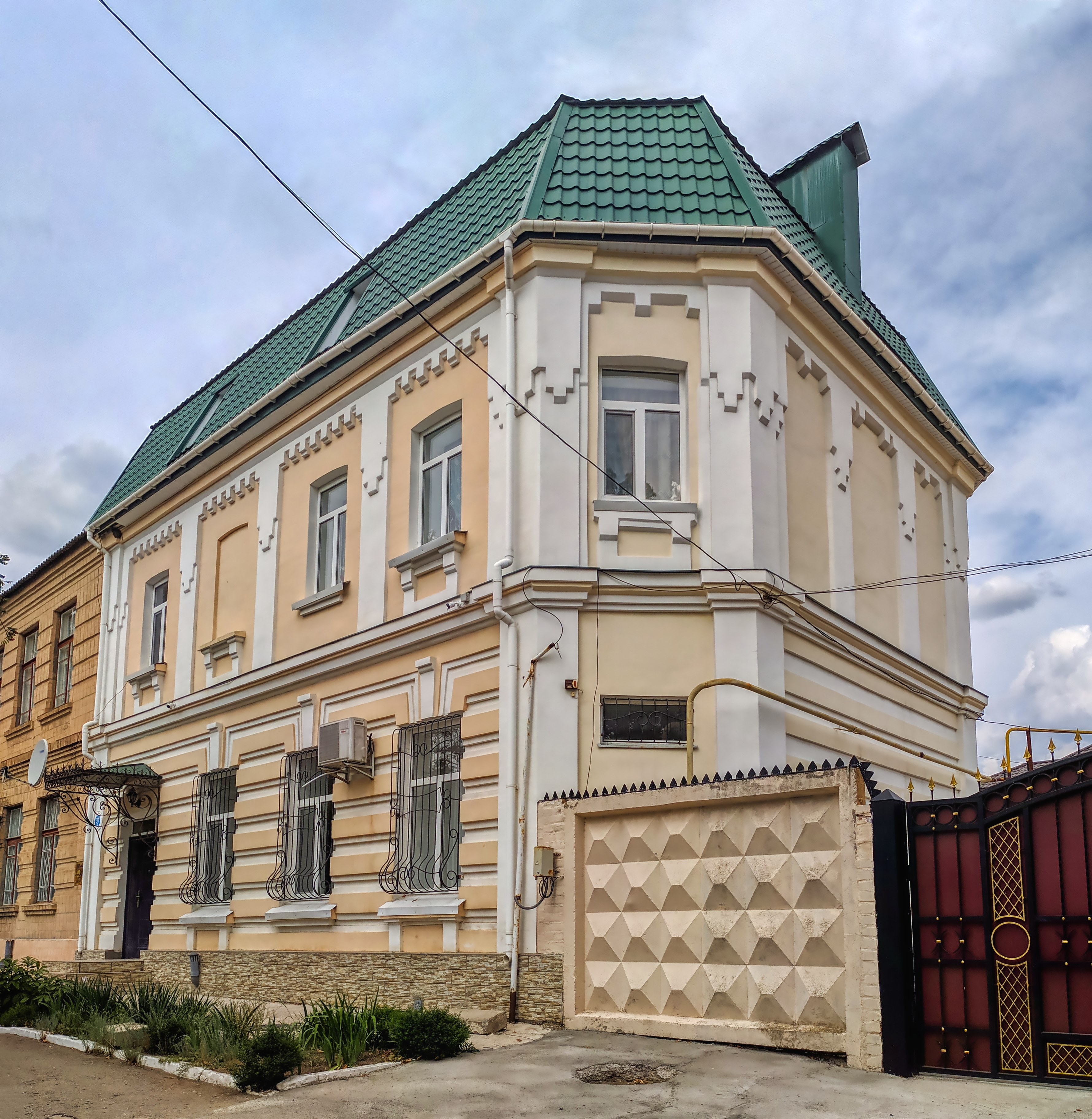
Вул. вул. Миколаївська, 39
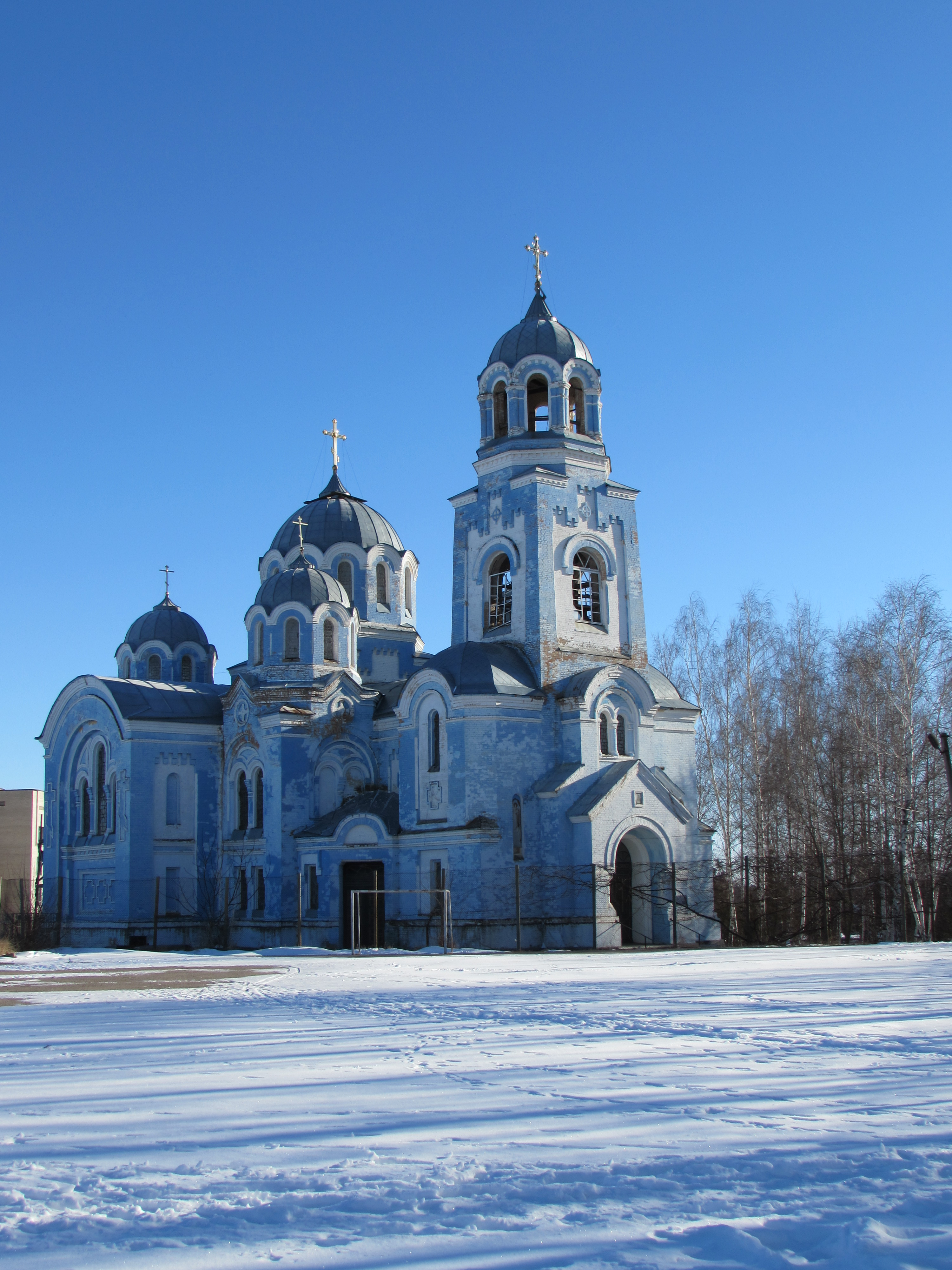
Вознесенська церква
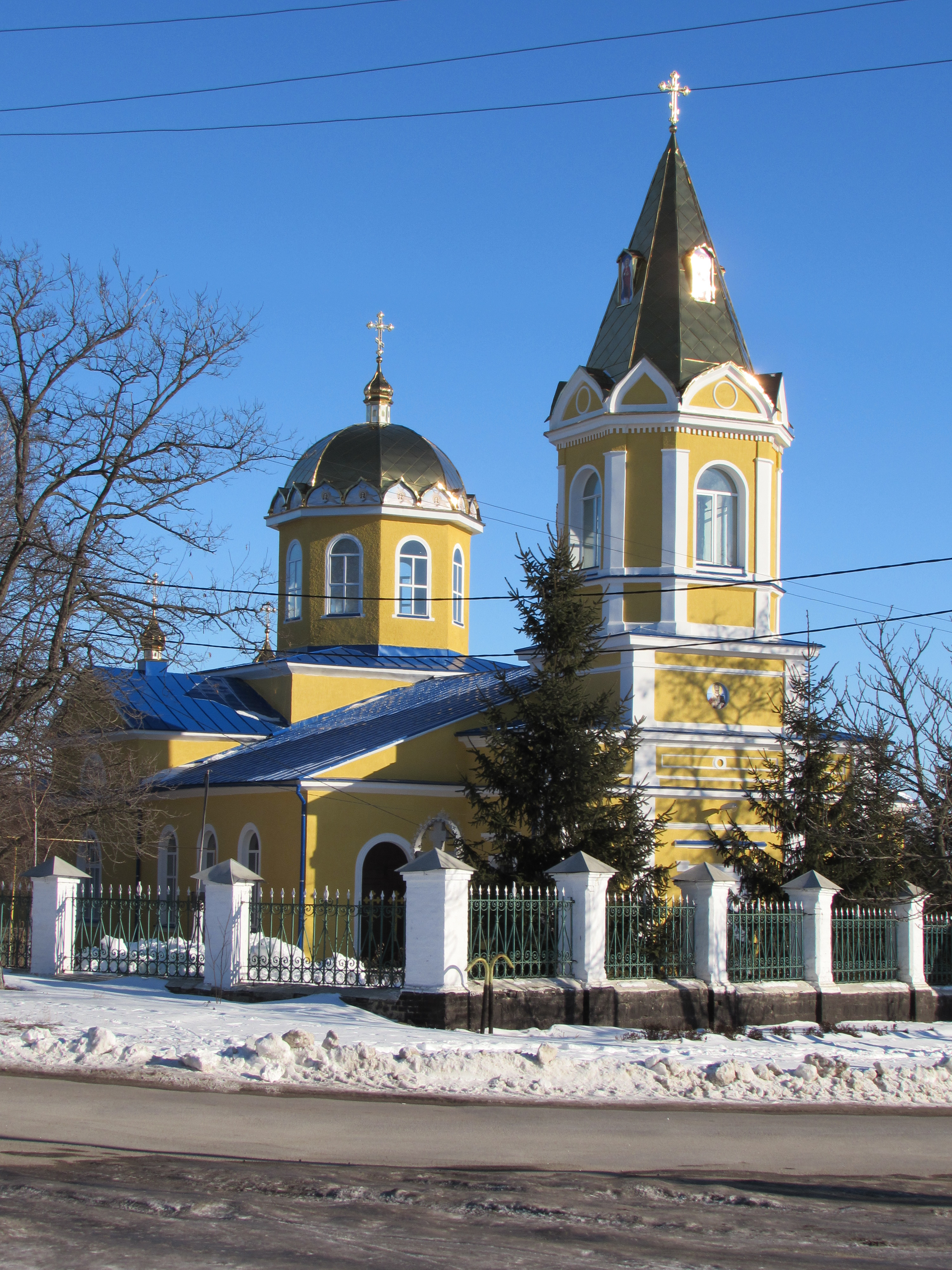
Миколаївська церква
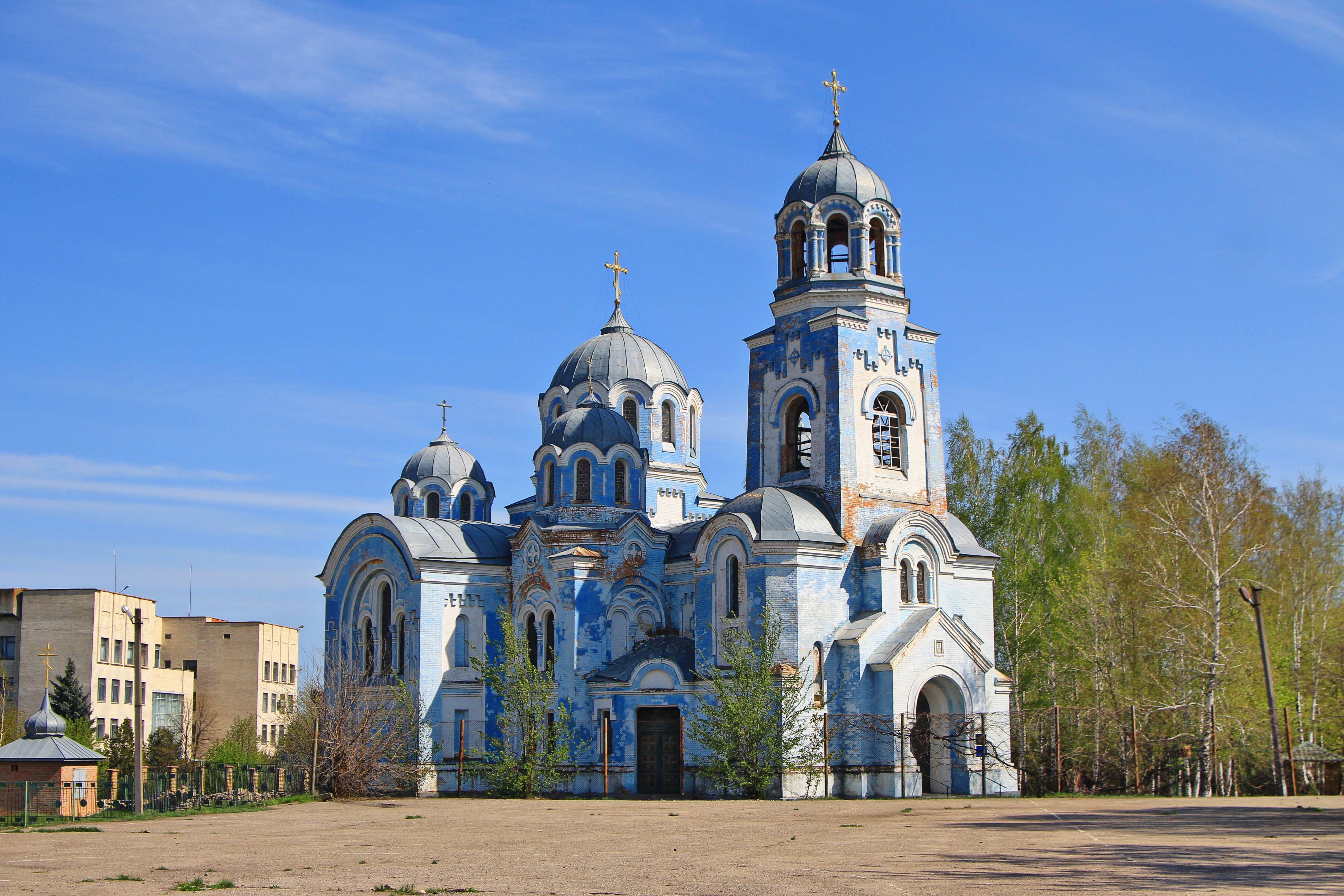
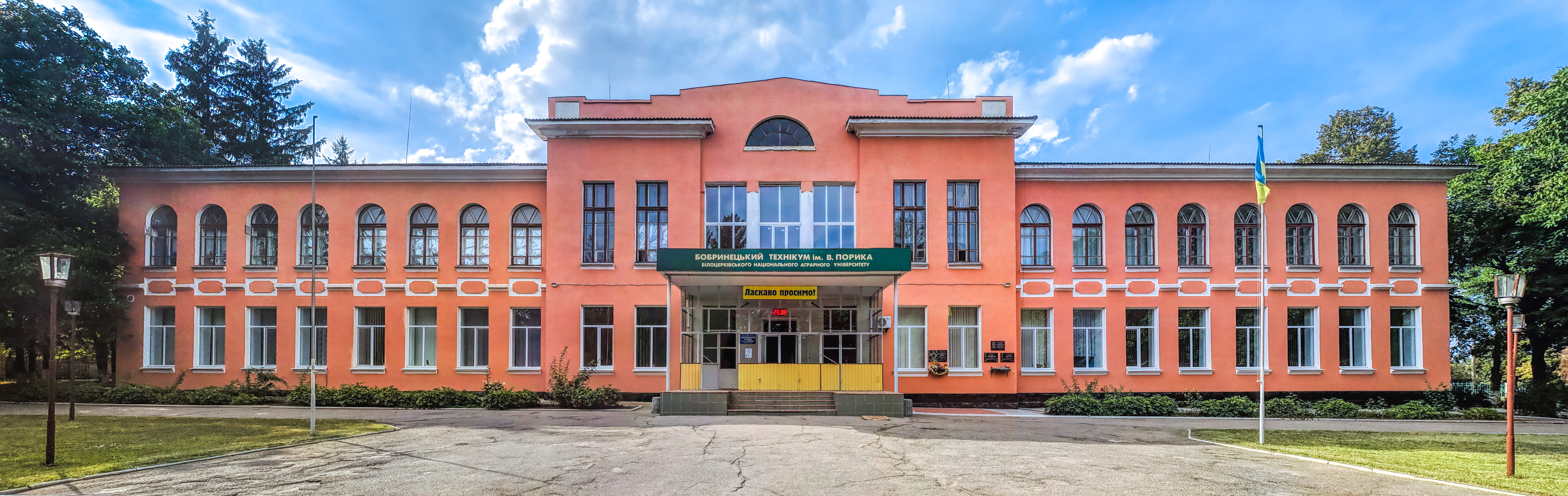
Провулок Порика, 4
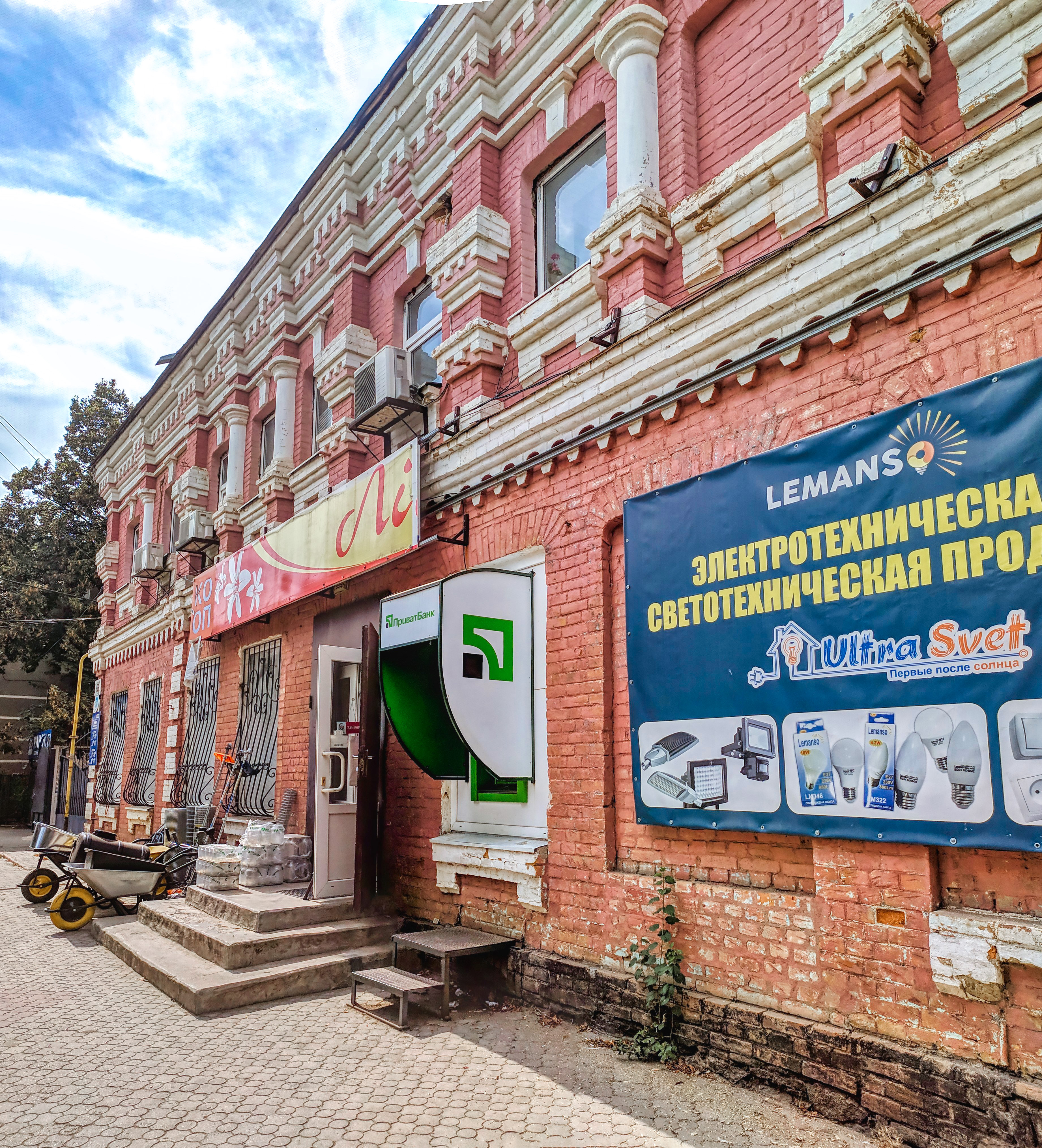
Вул. Базарна, 136
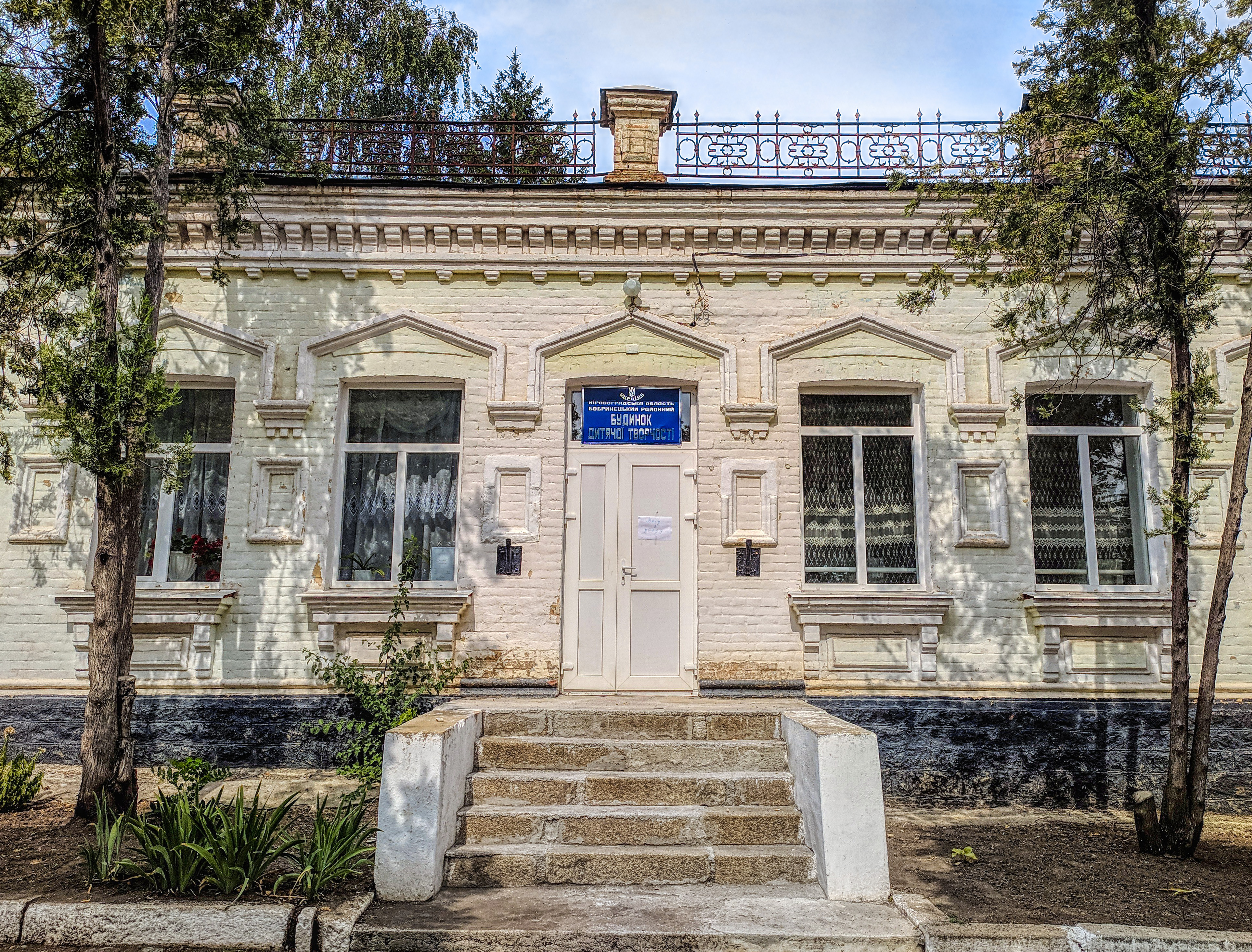
Вул. Миколаївська, 51
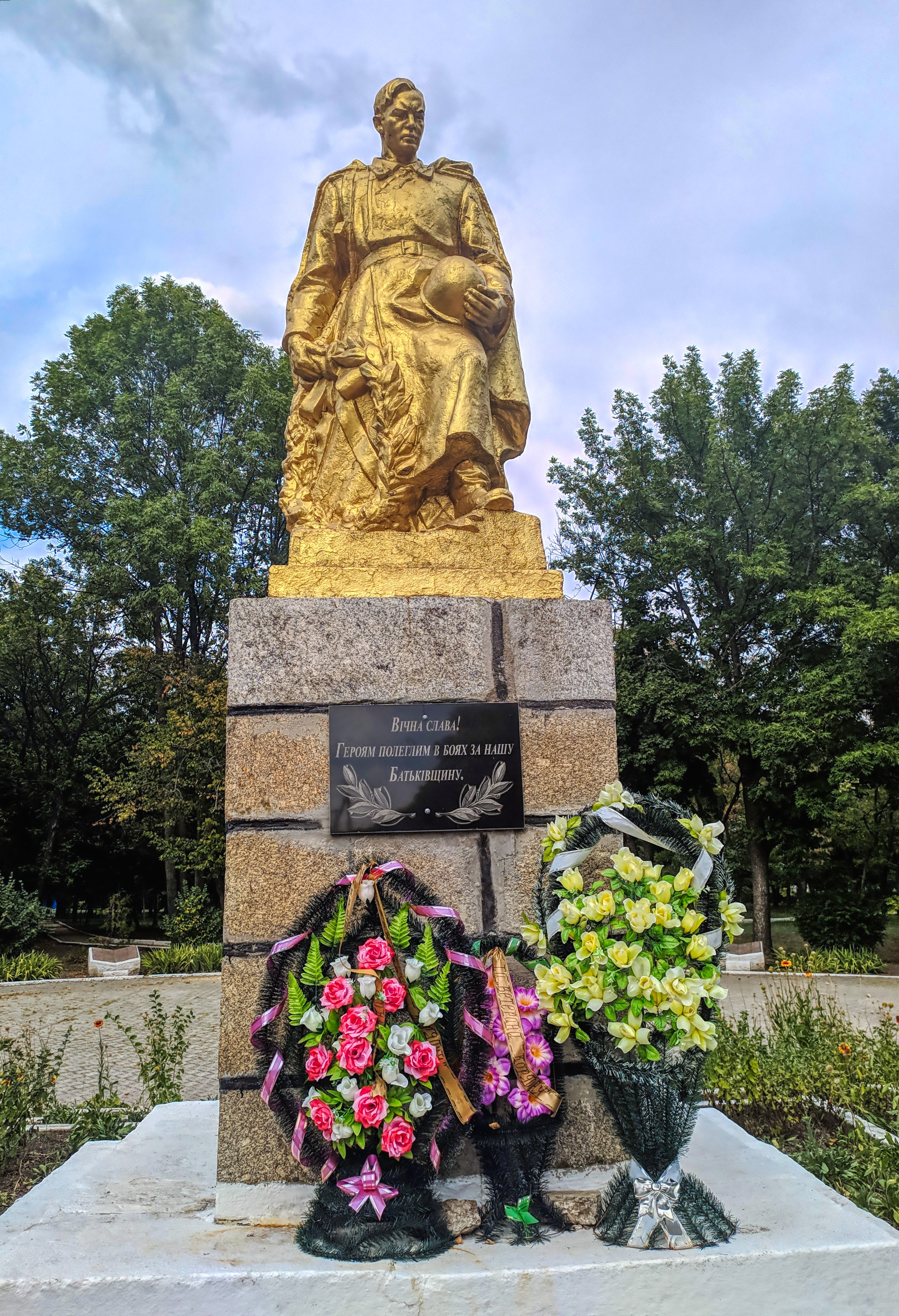
Військовий меморіал
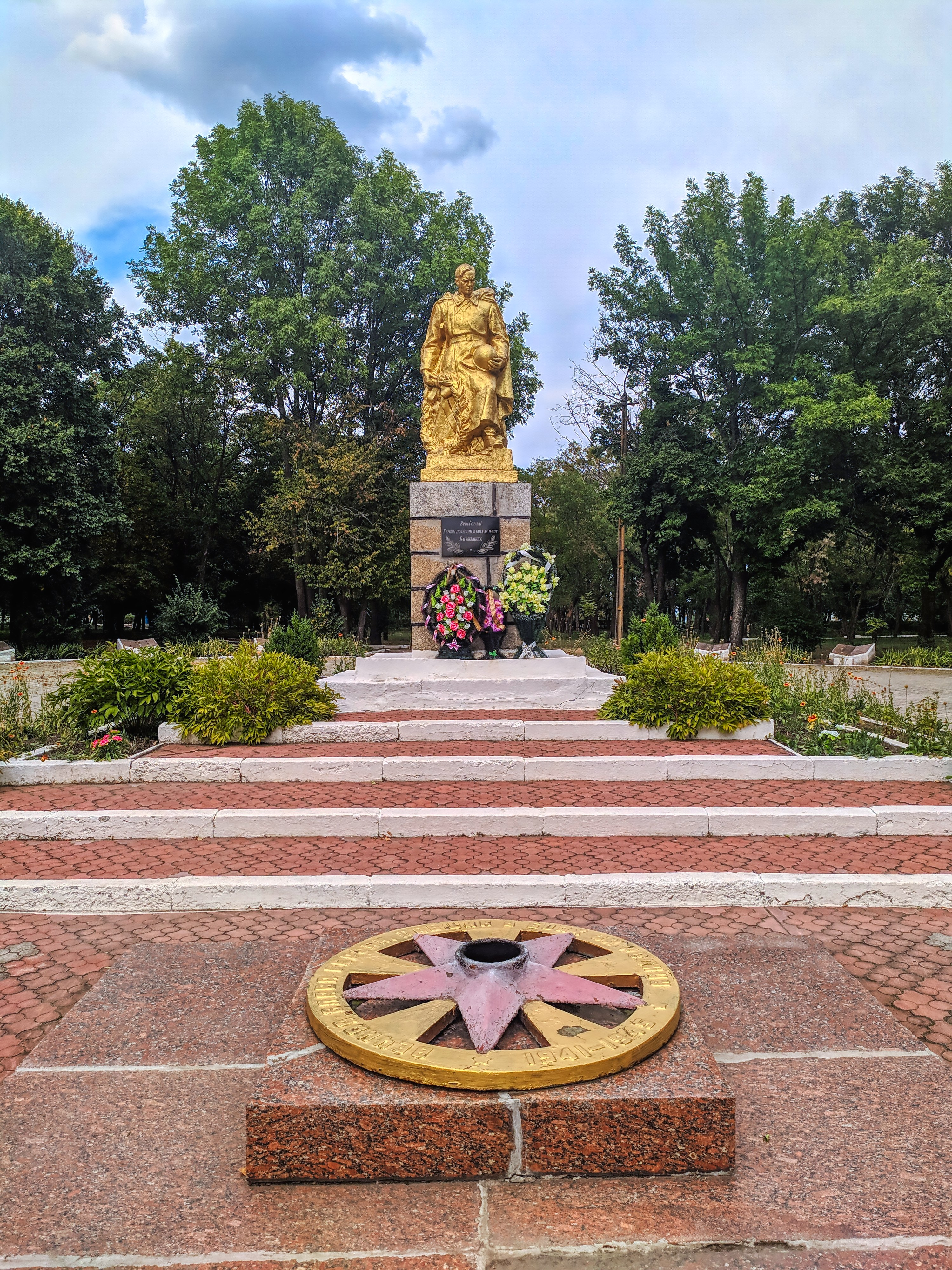
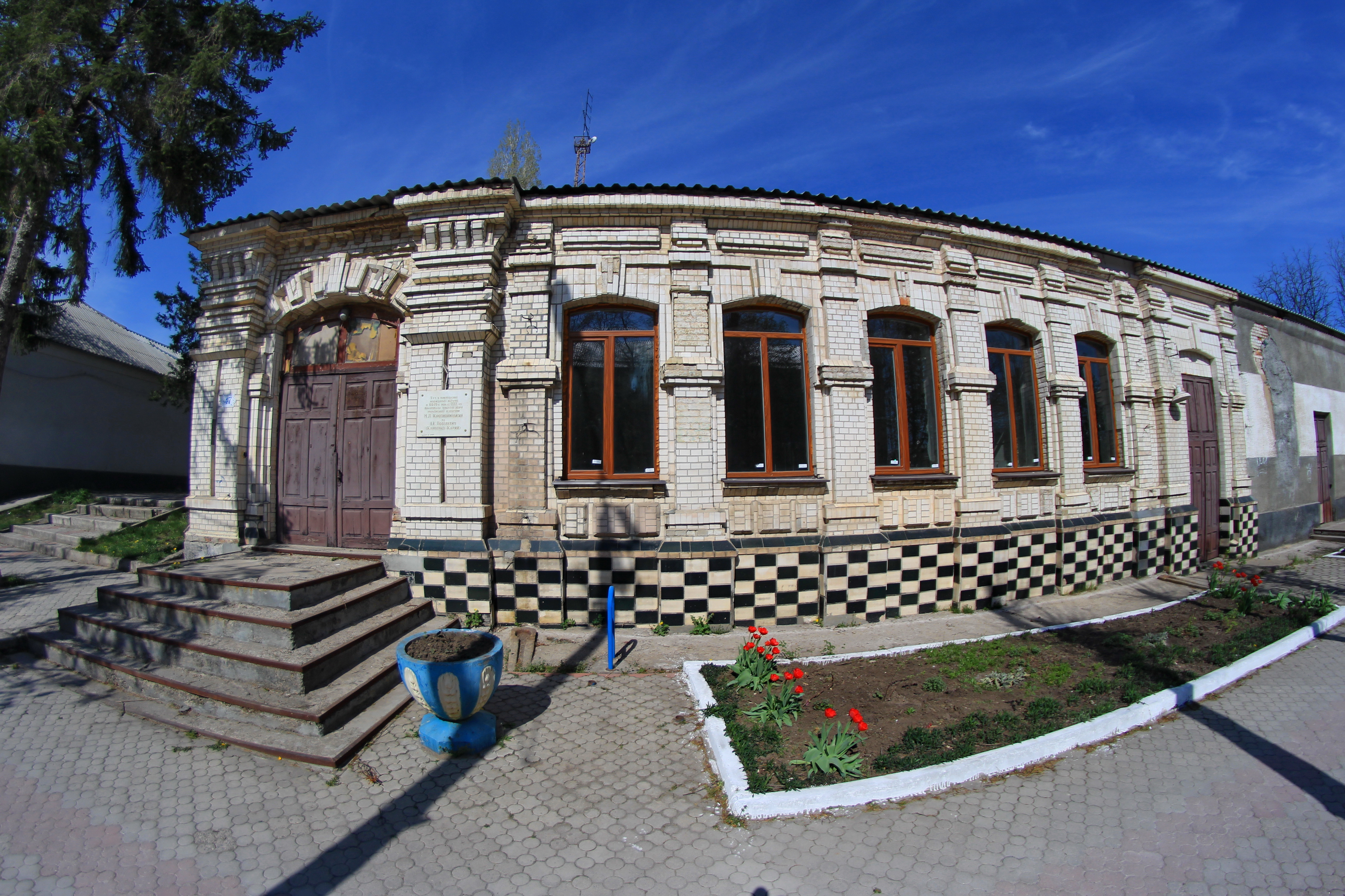
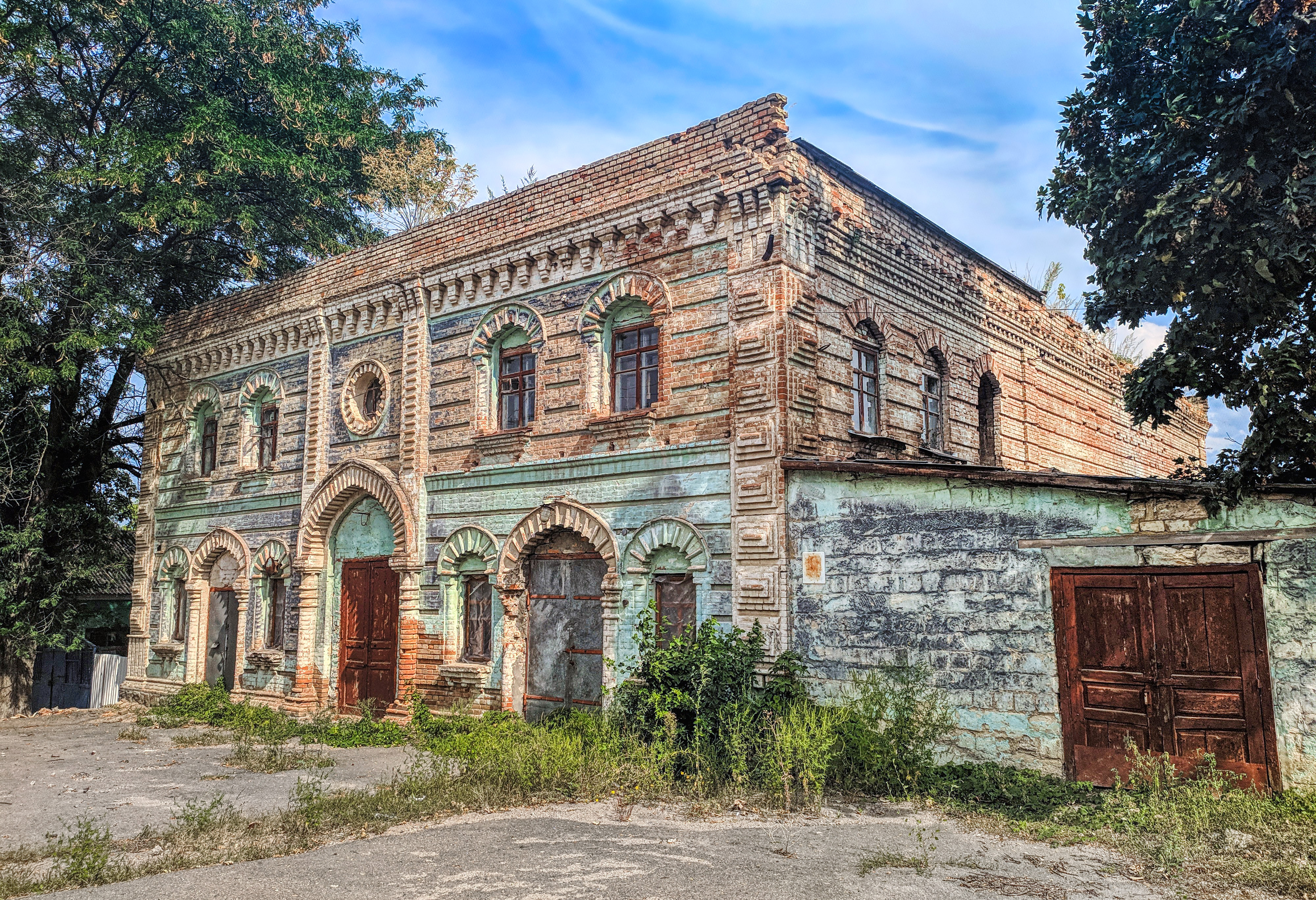
Вул. Шевченка, 83
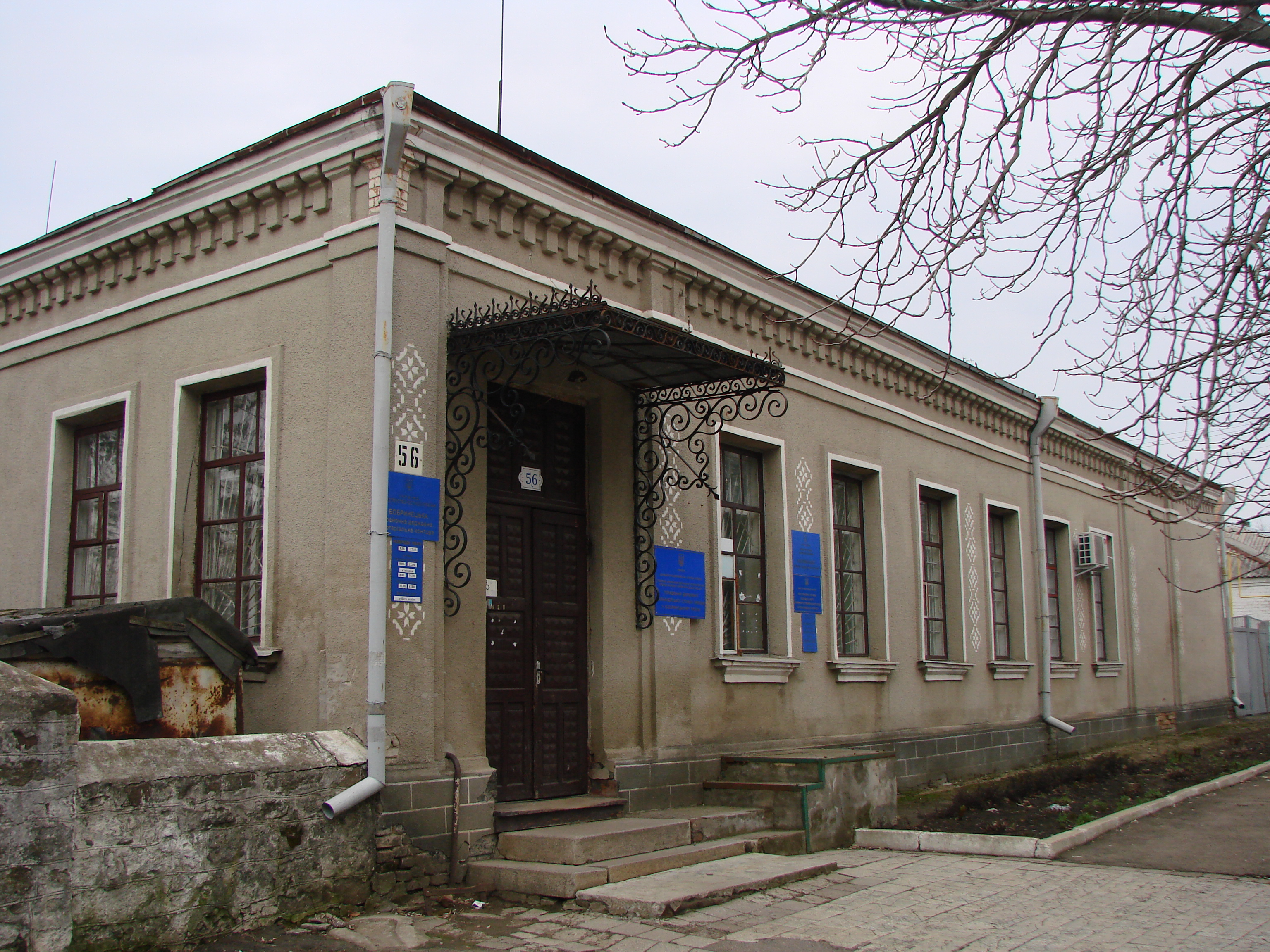
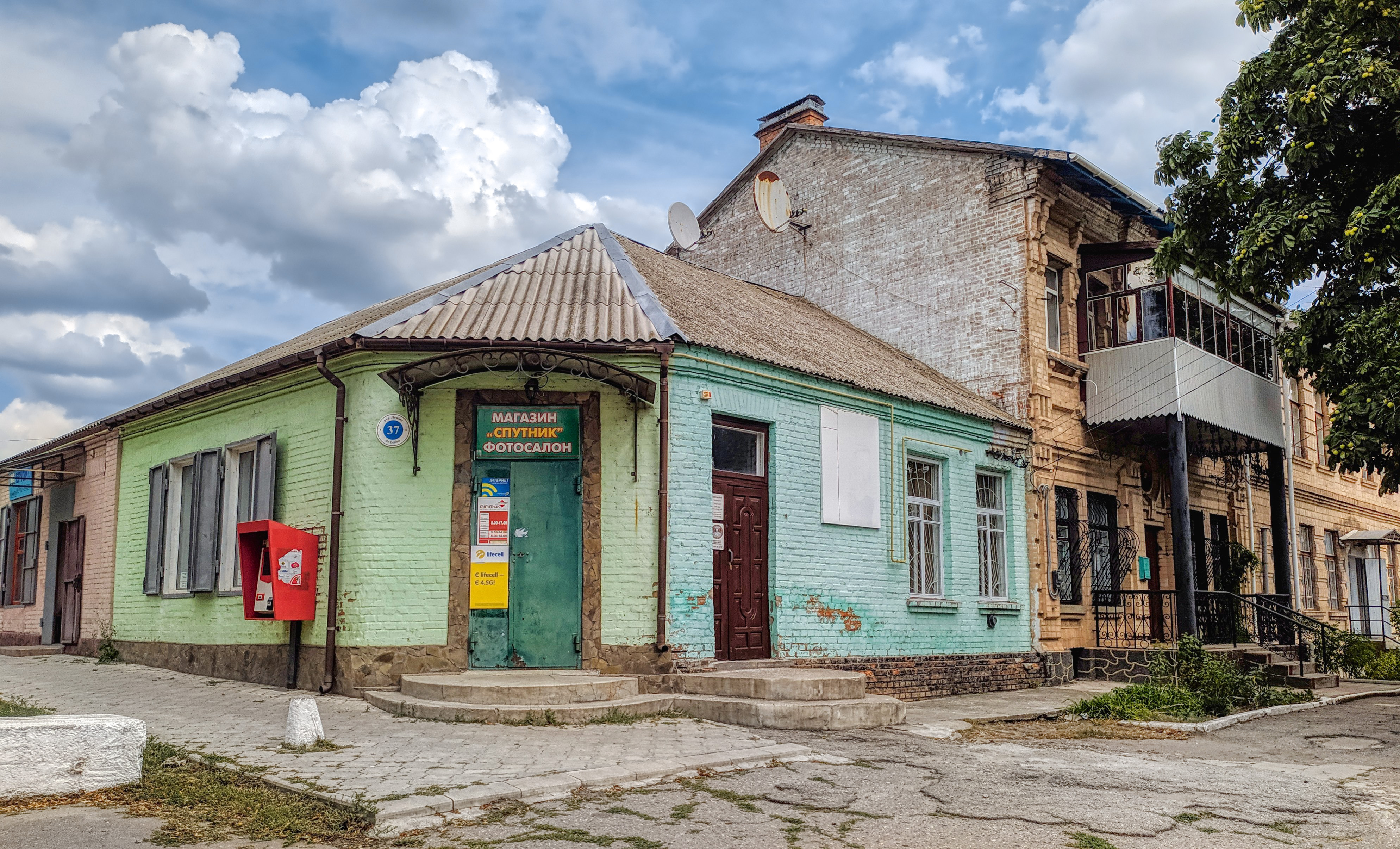
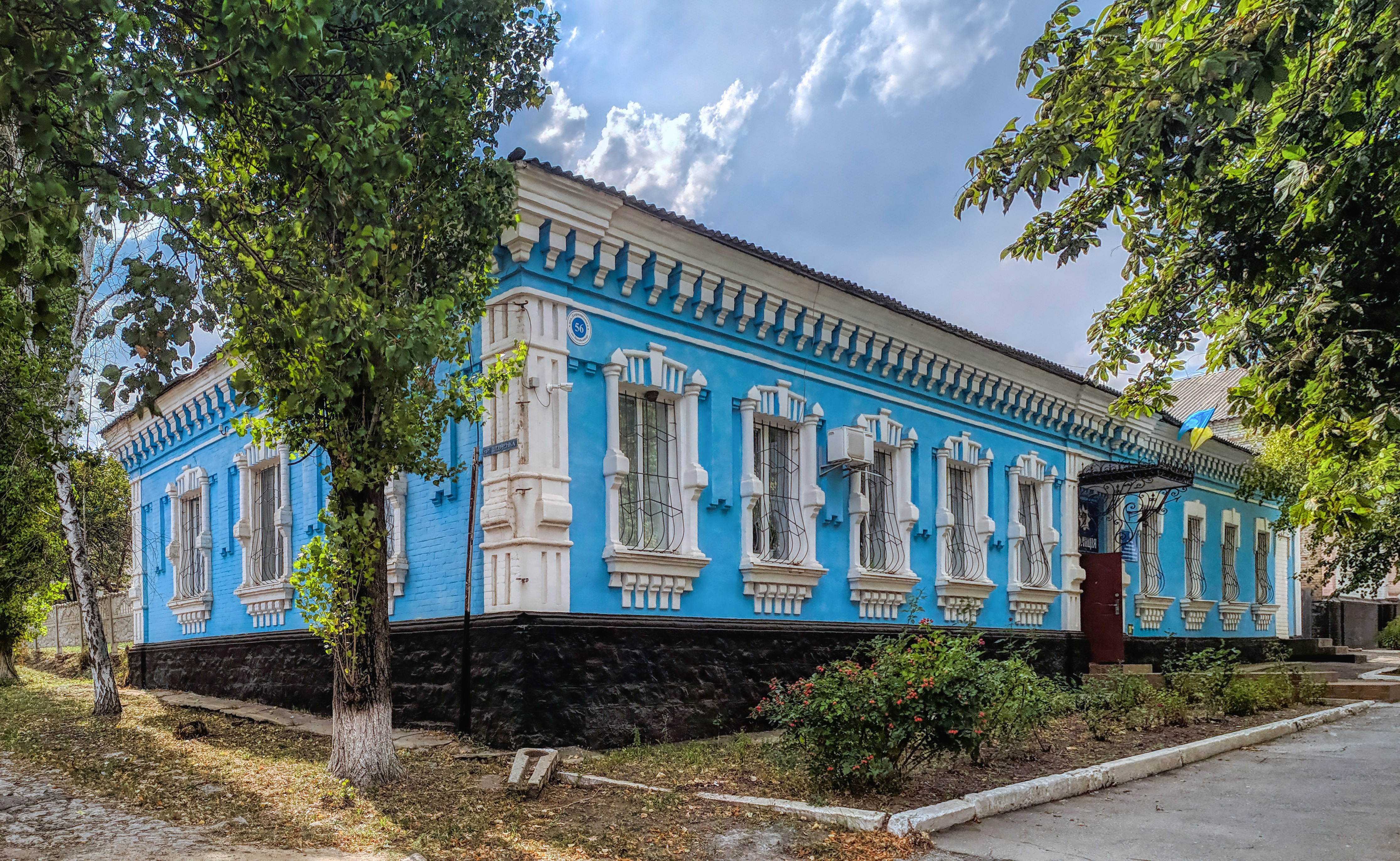
Вул. Вознесенська, 56
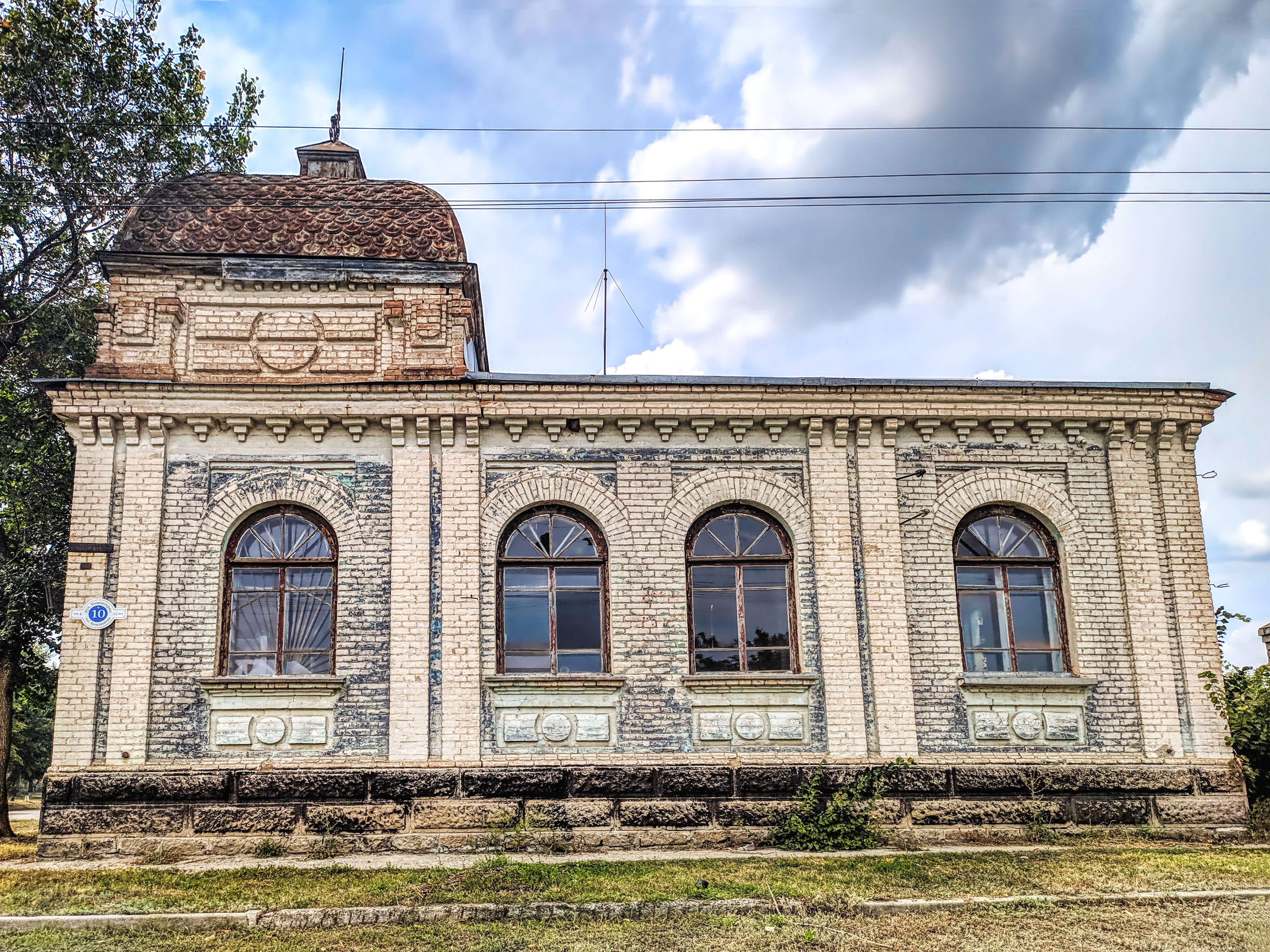
Синагога
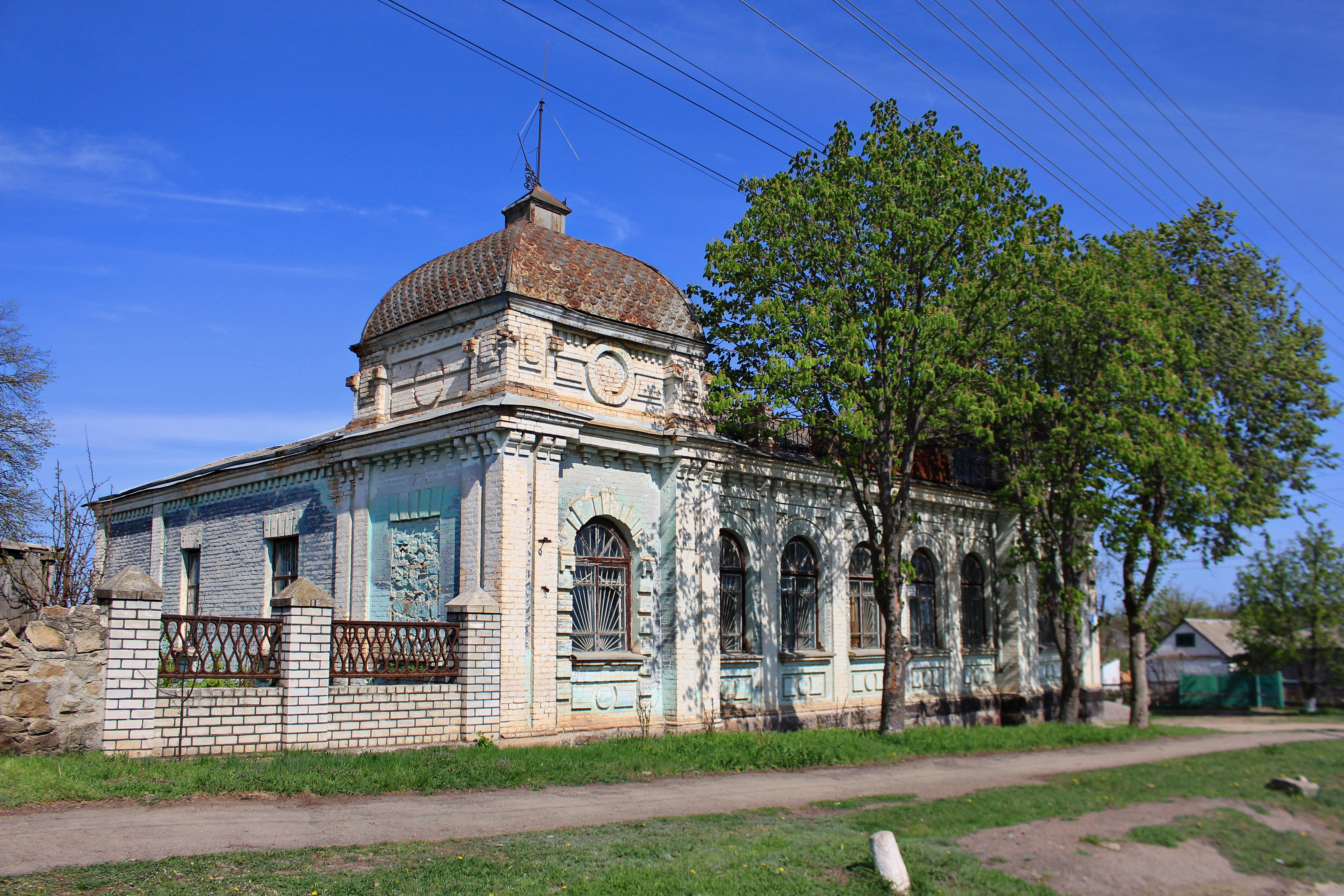
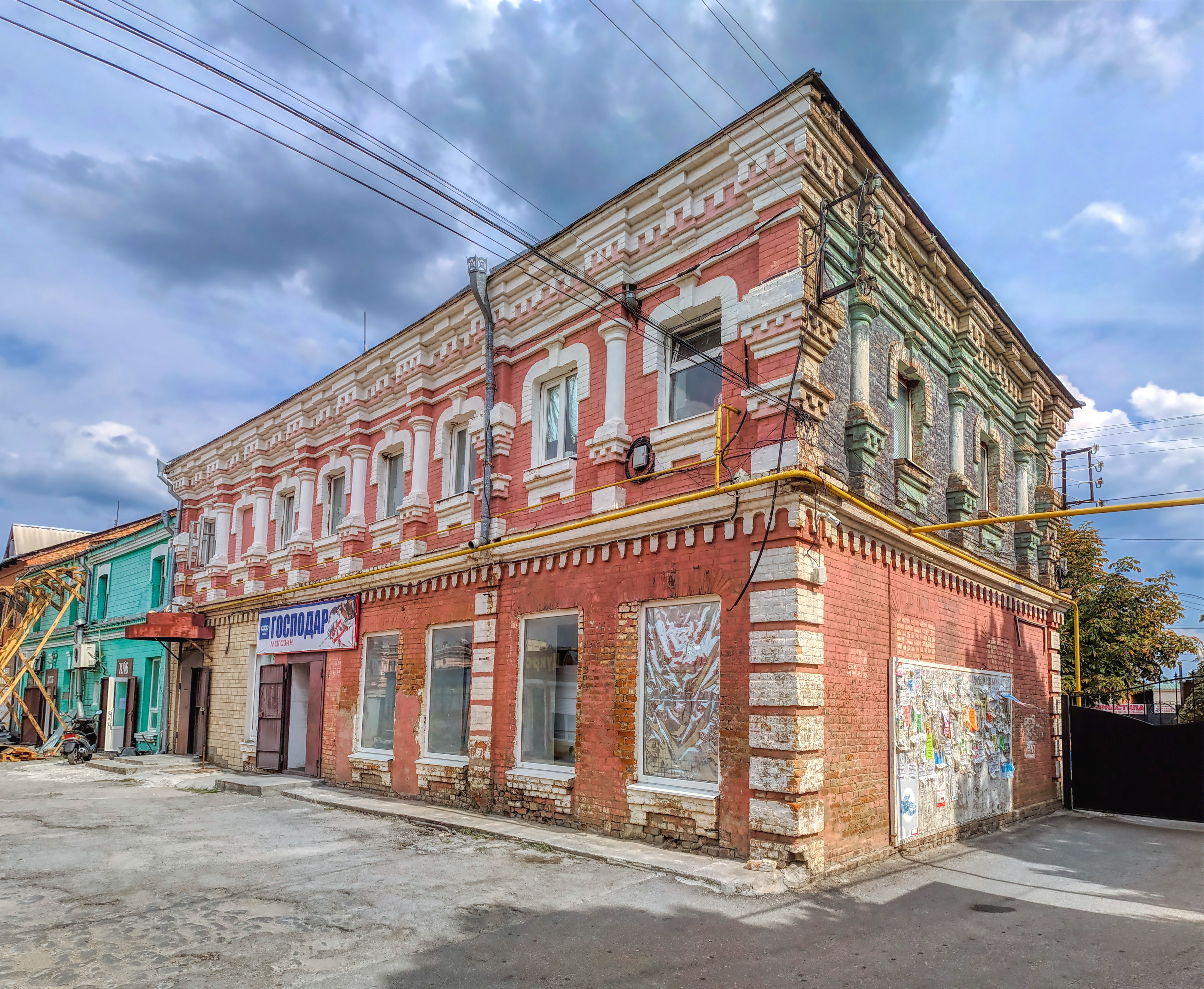
Базарна вулиця, 136
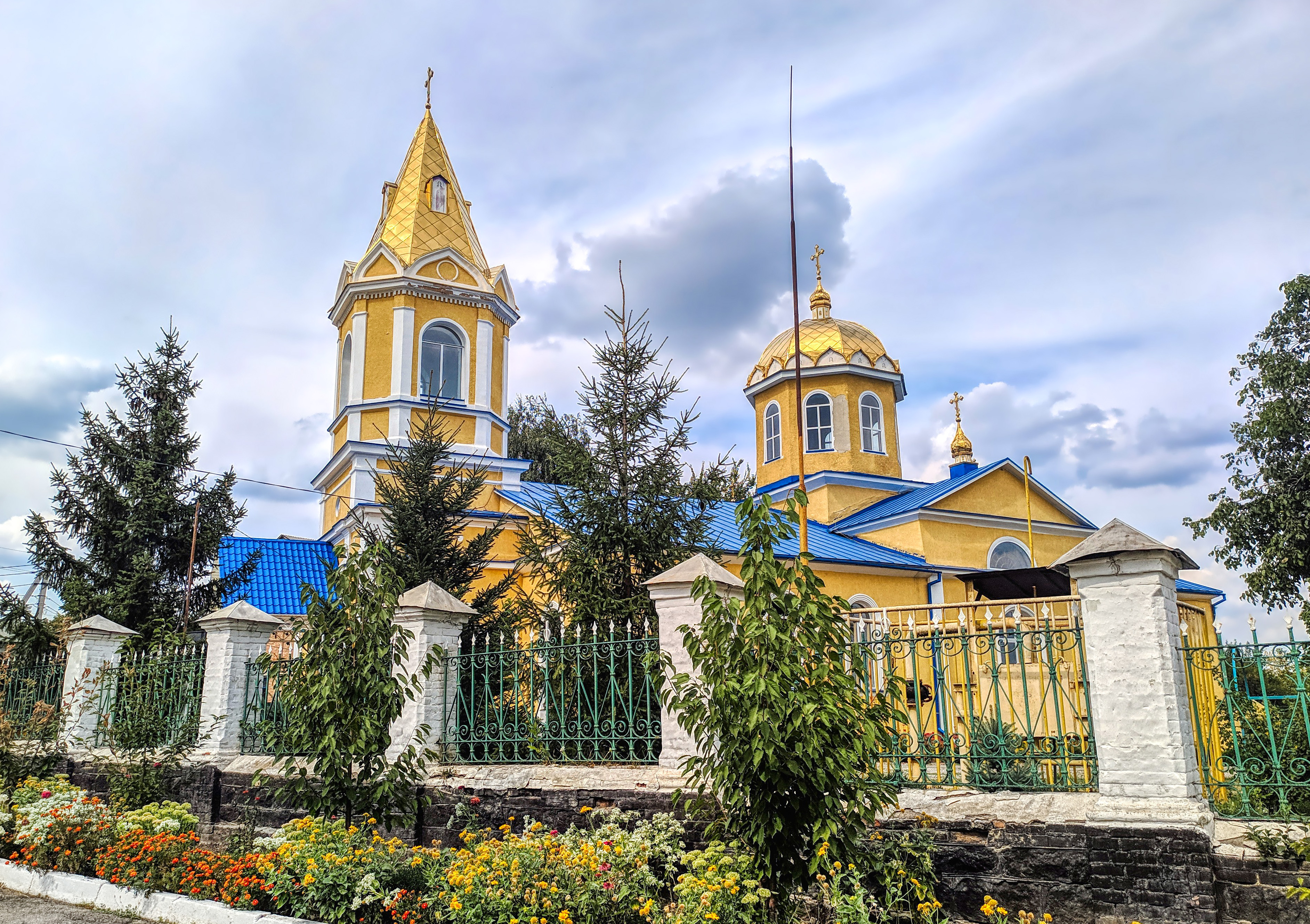
Миколаївська церква
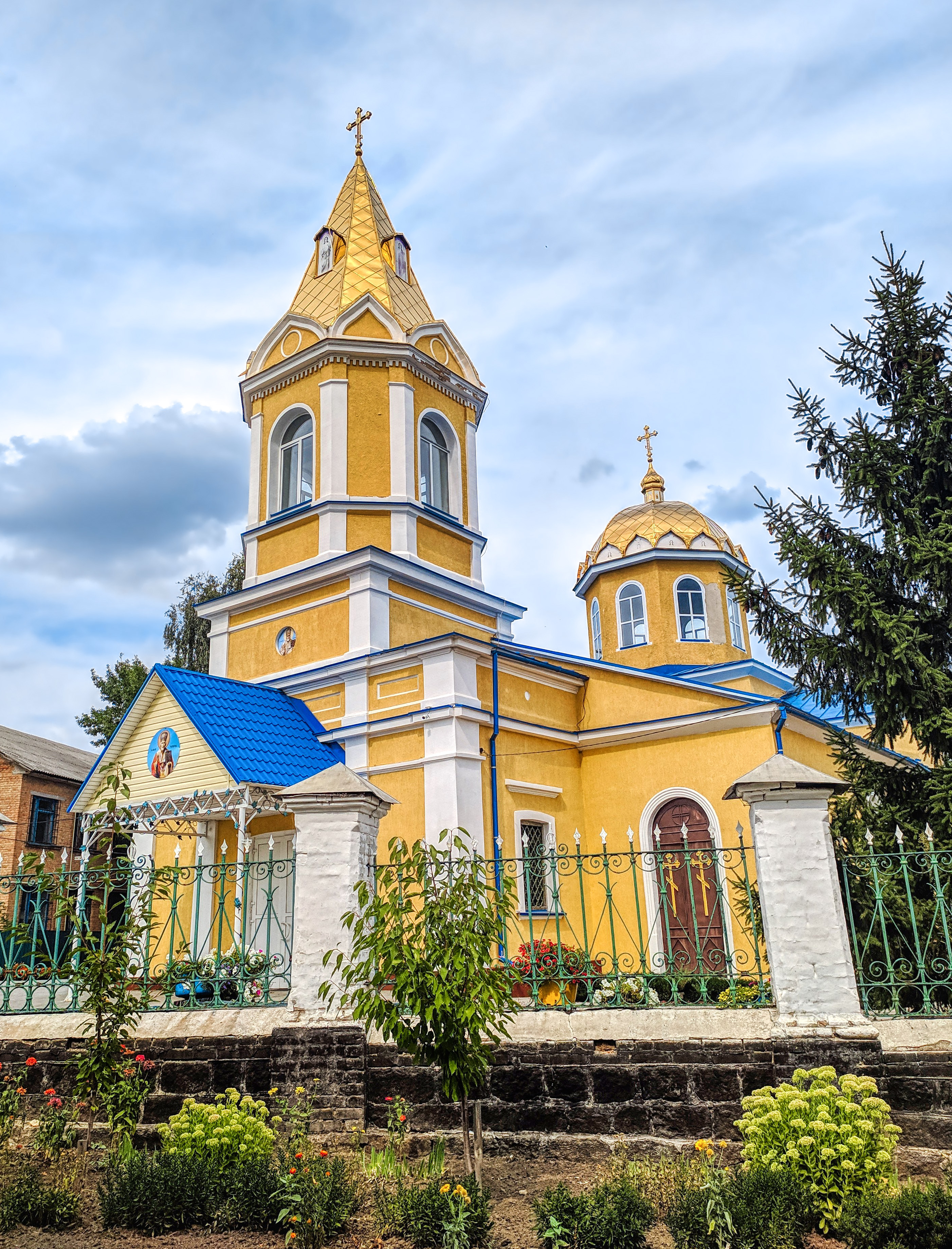
Миколаївська церква
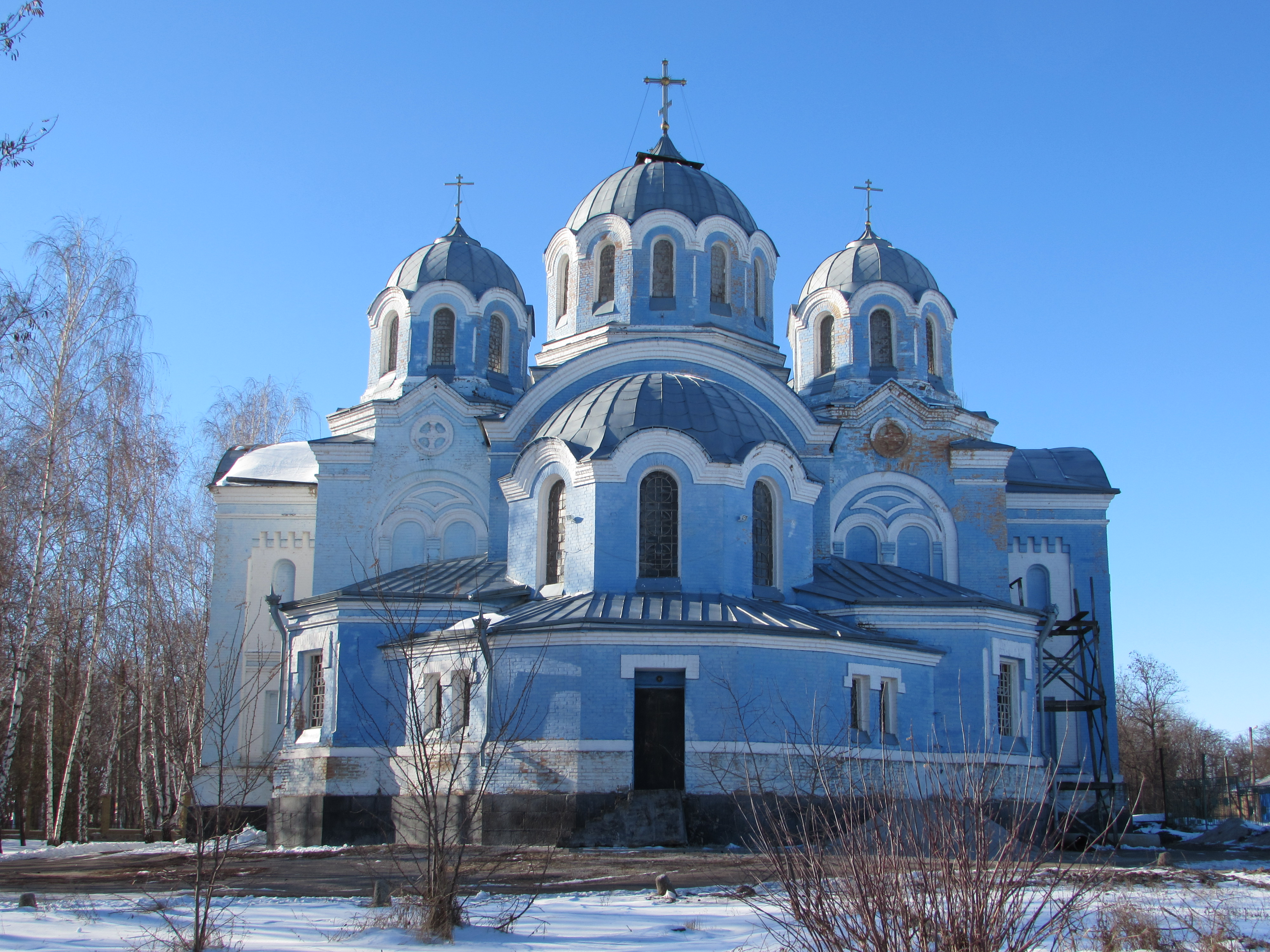
Вознесенська церква
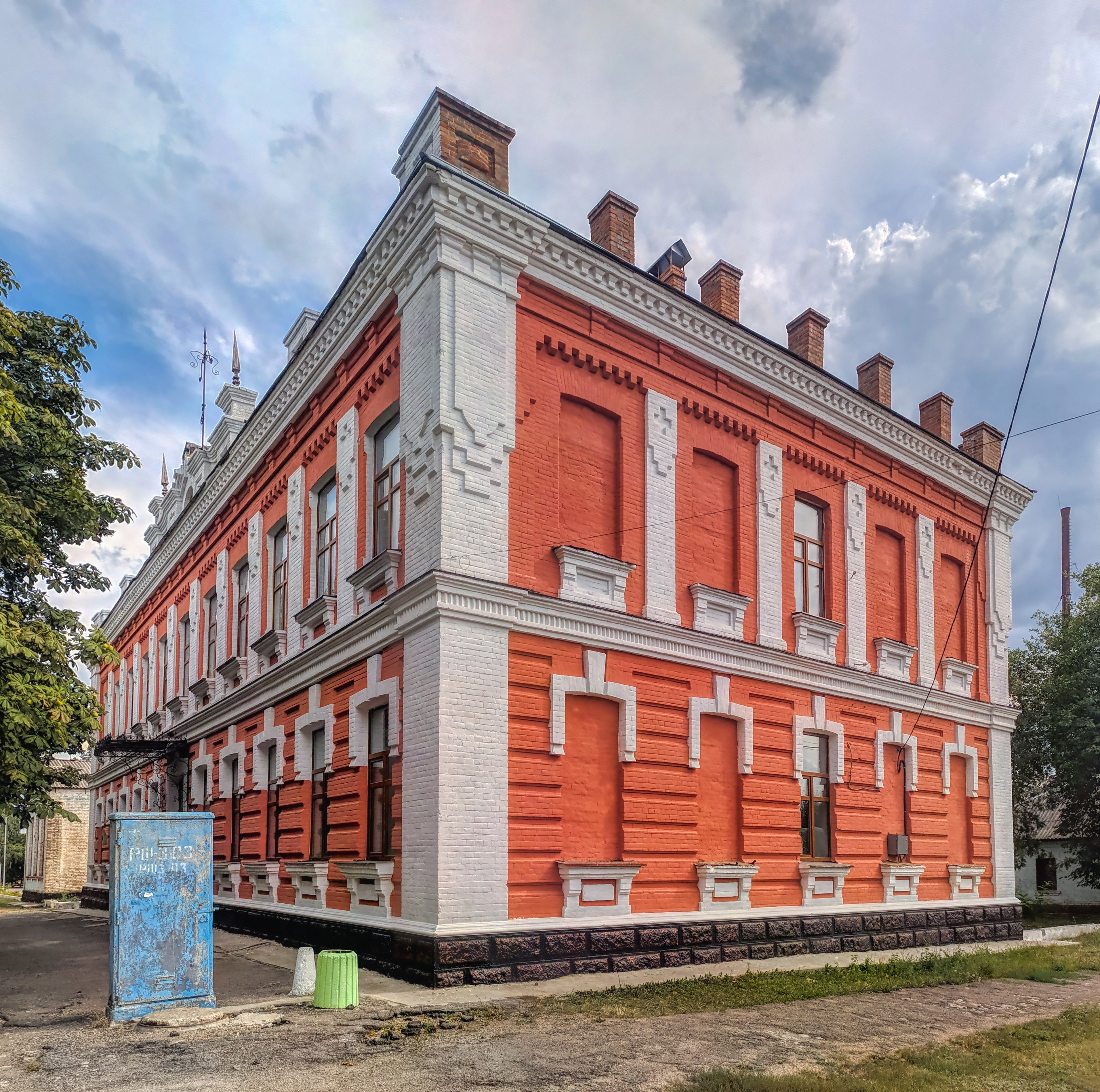
Вул. Миколаївська, 60
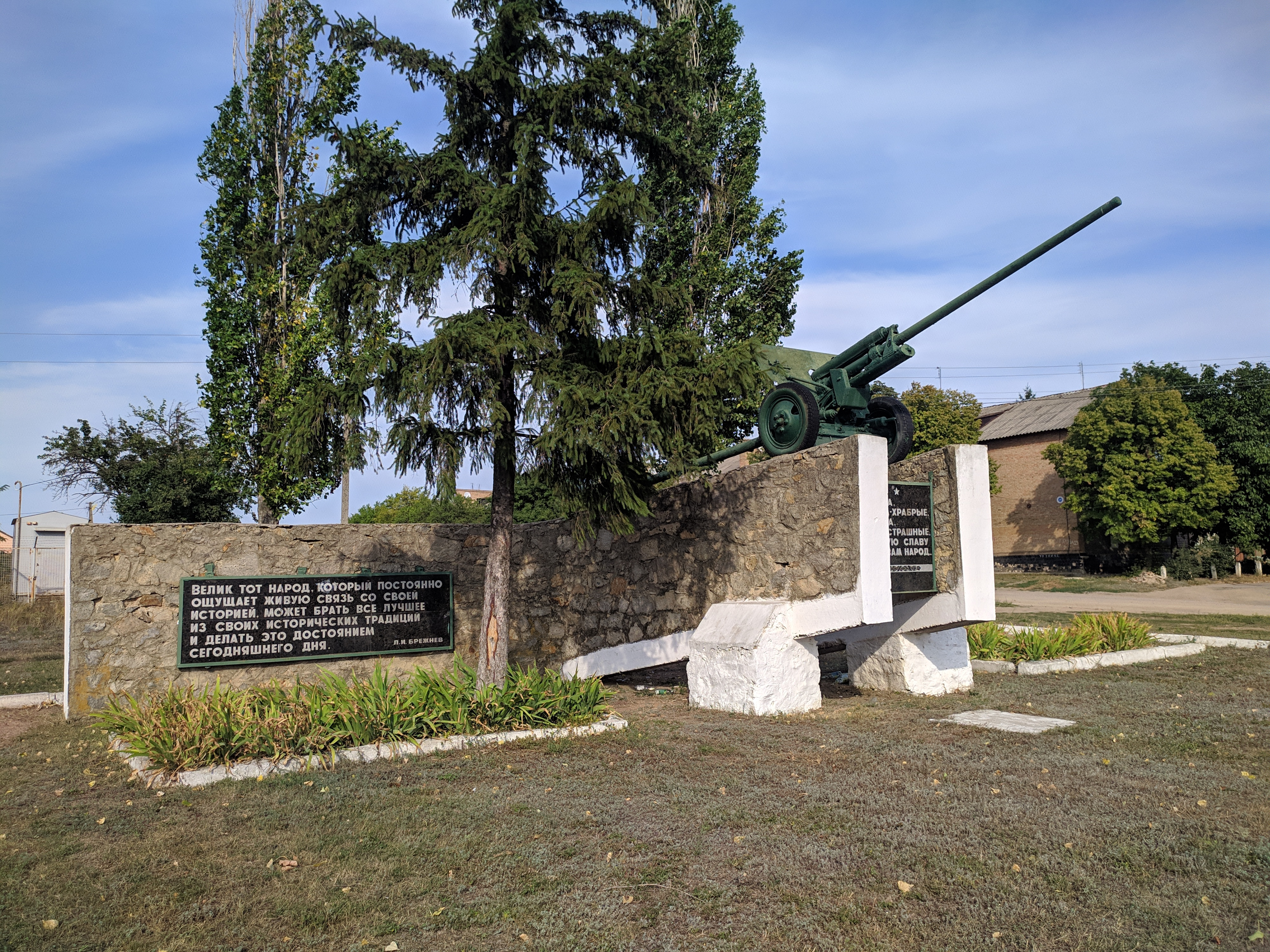
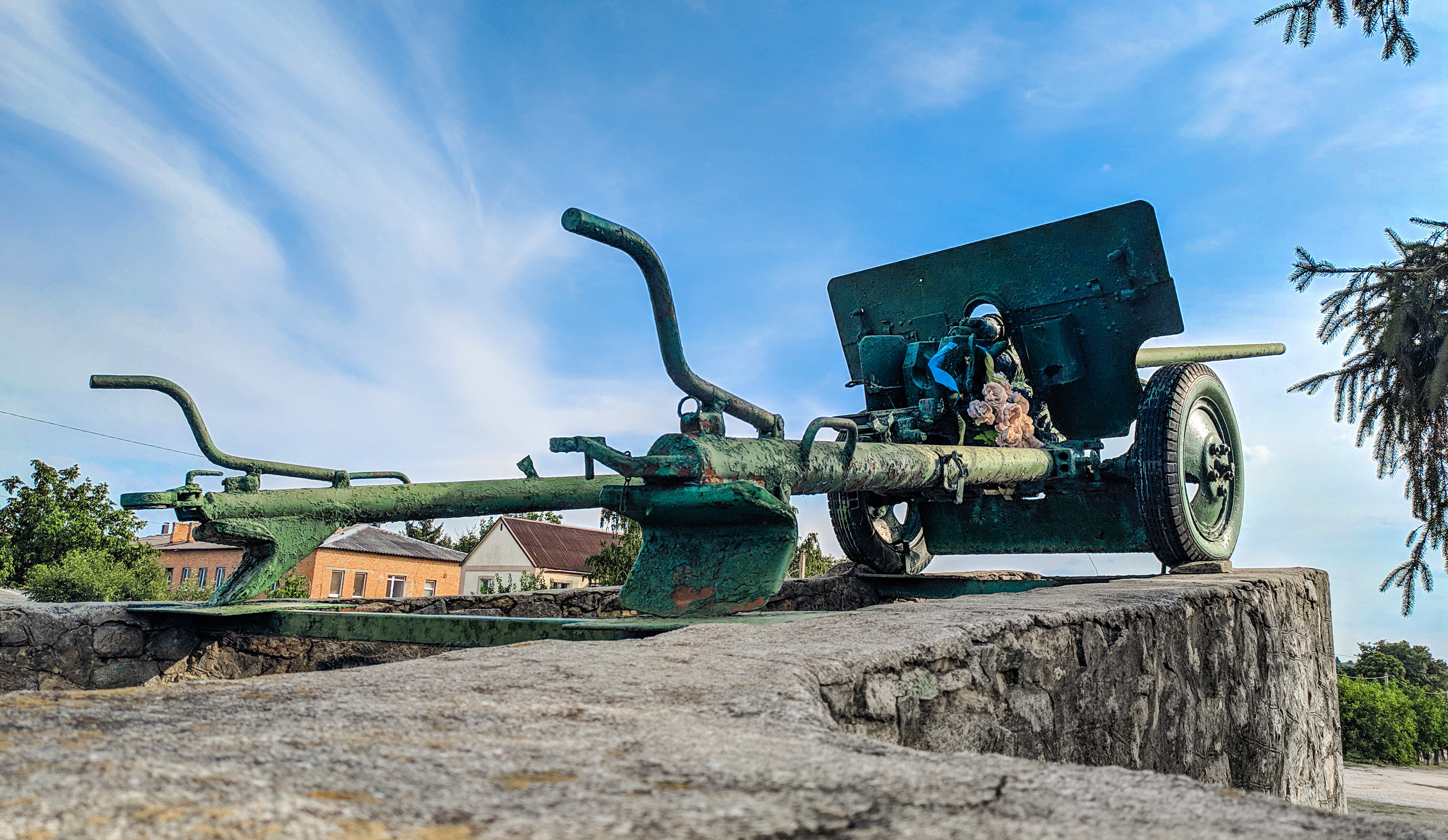
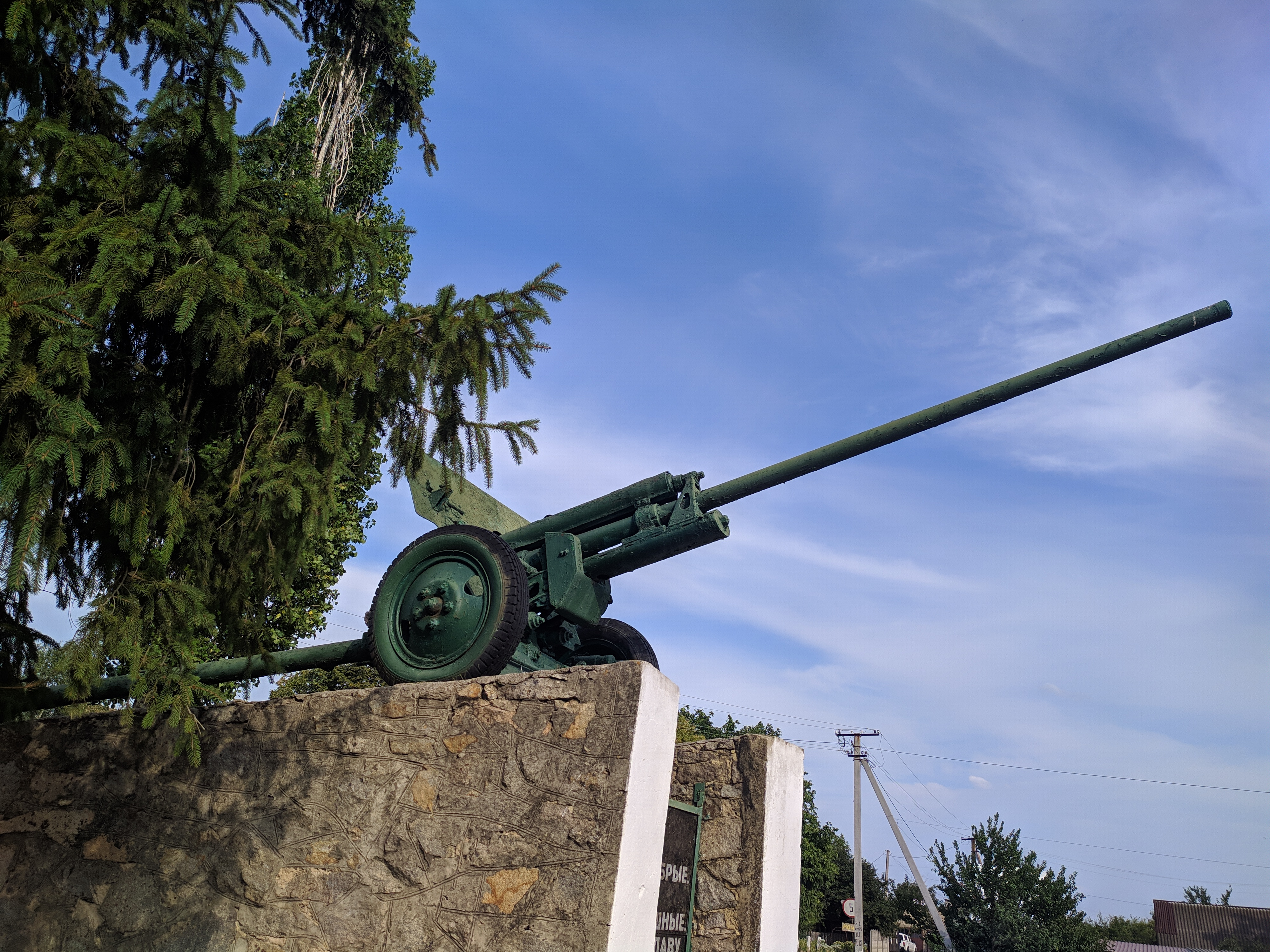
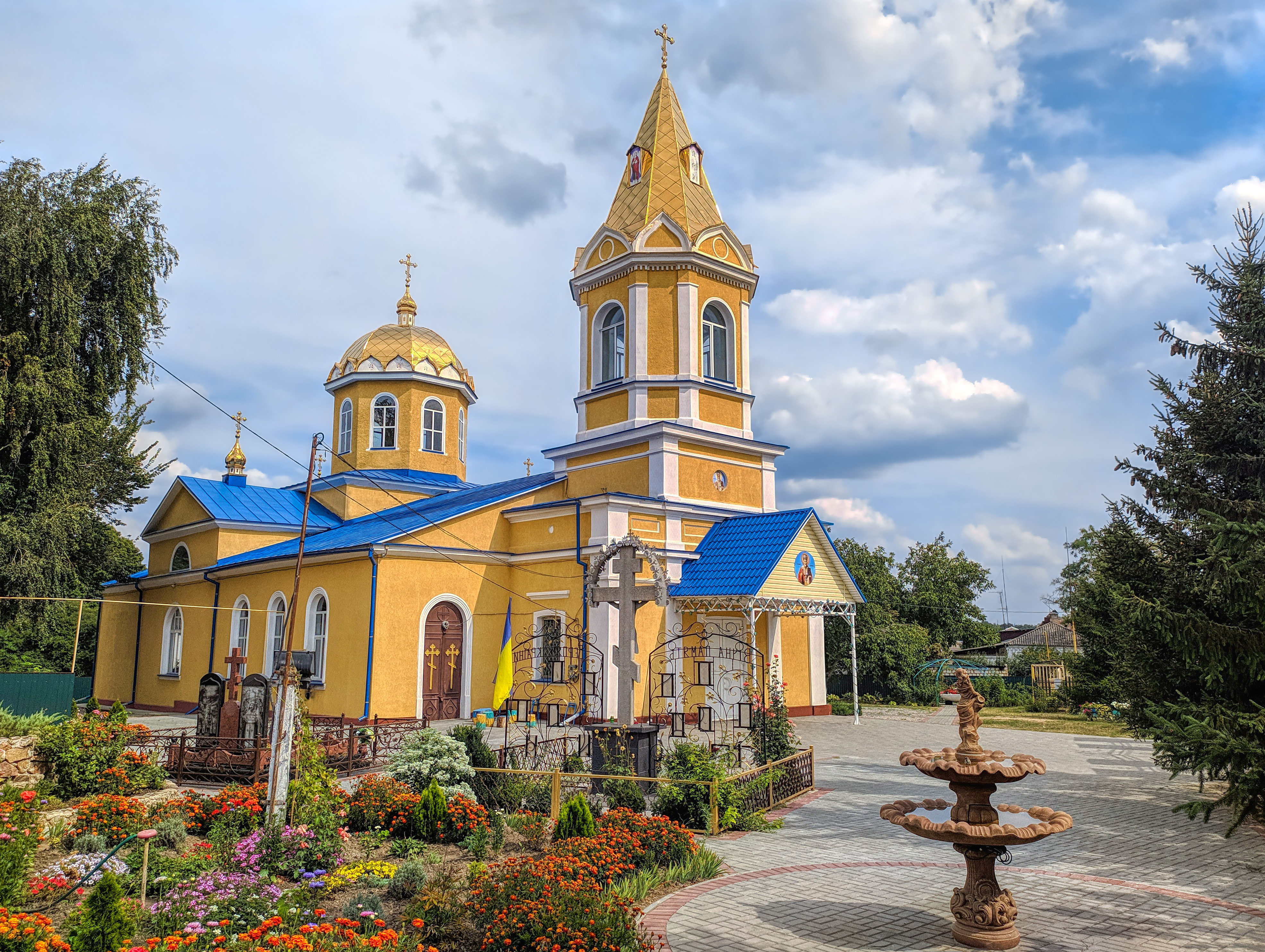
Миколаївська церква
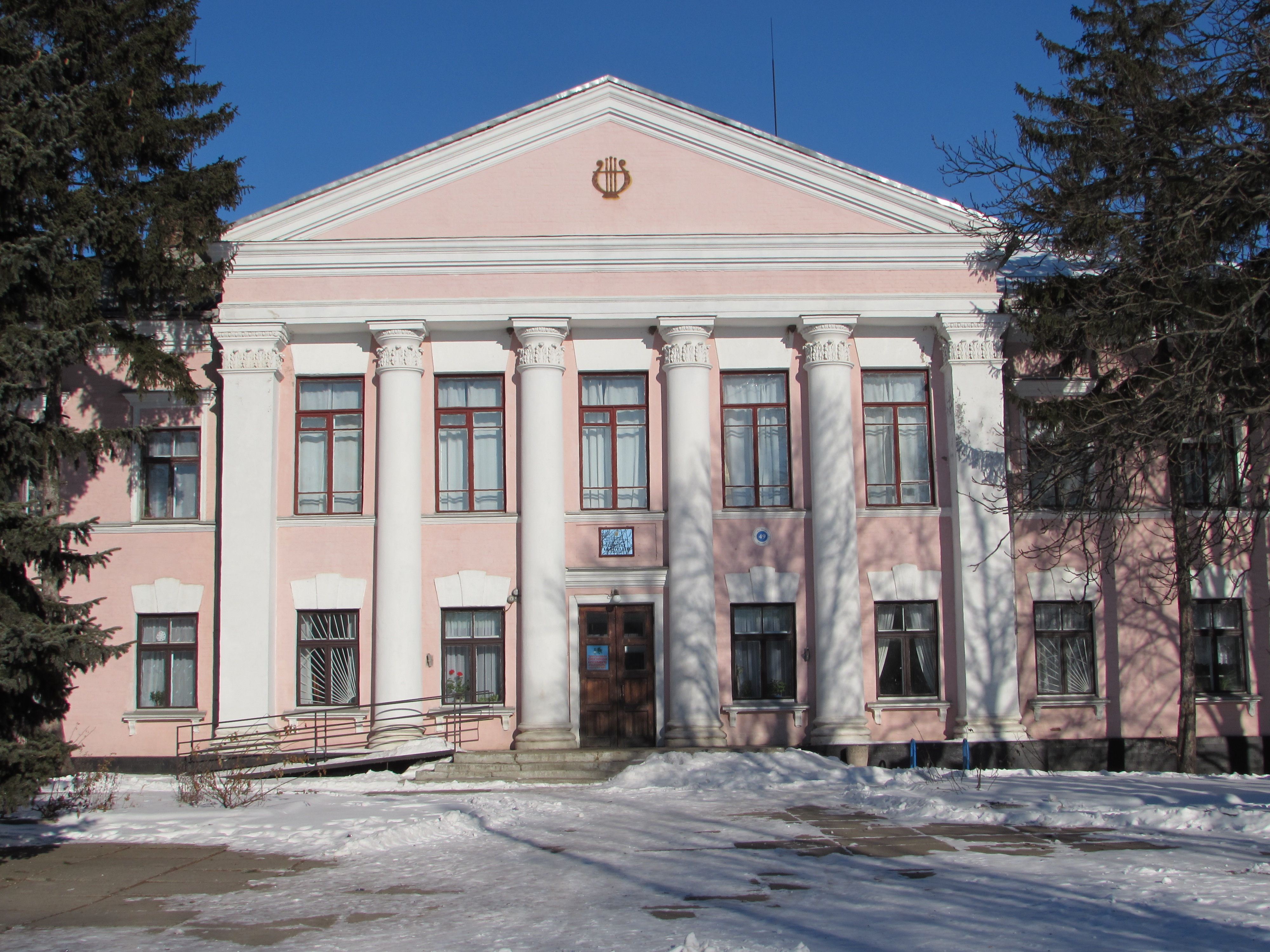
Адміністративний будинок
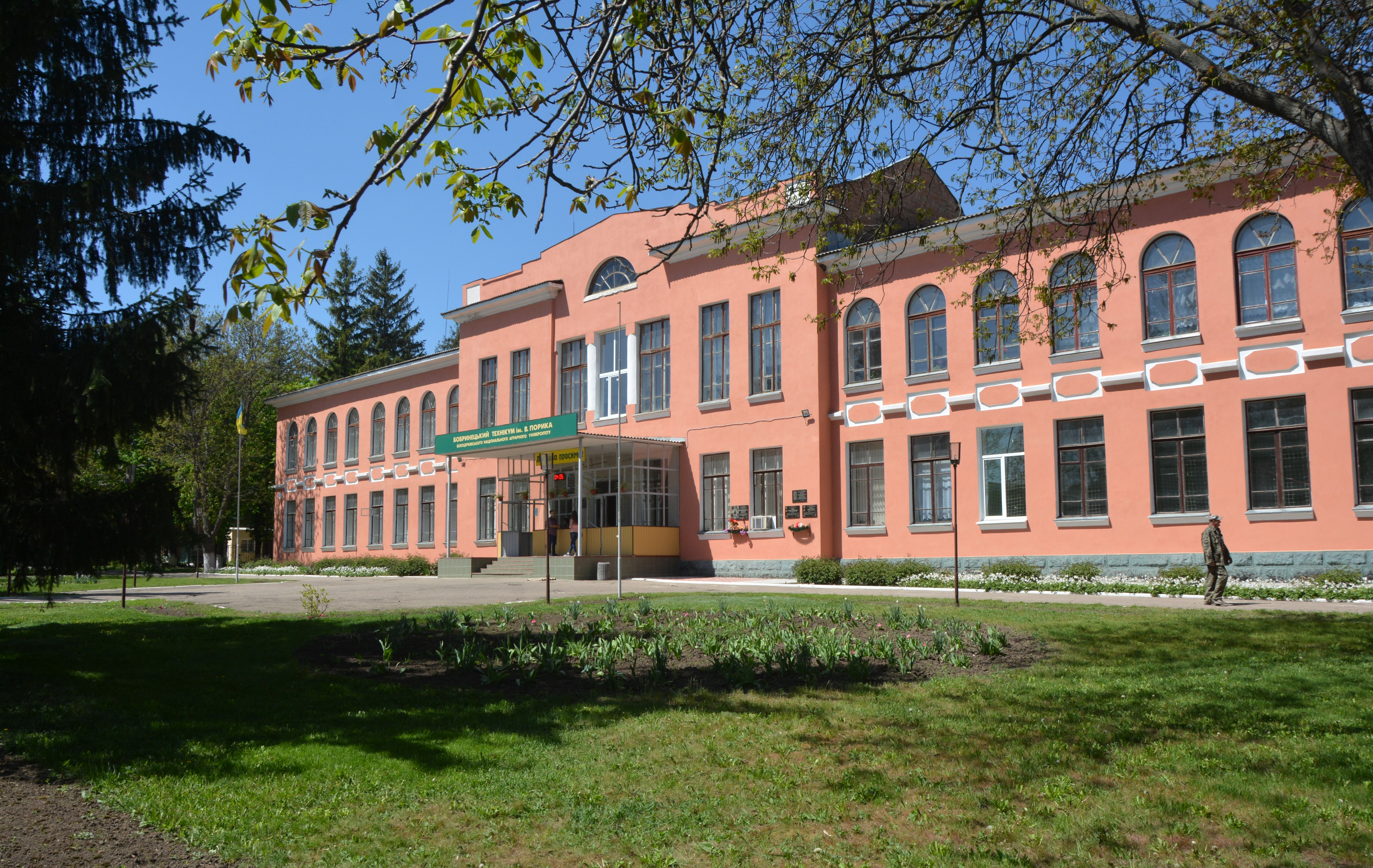
Агрономічний коледж
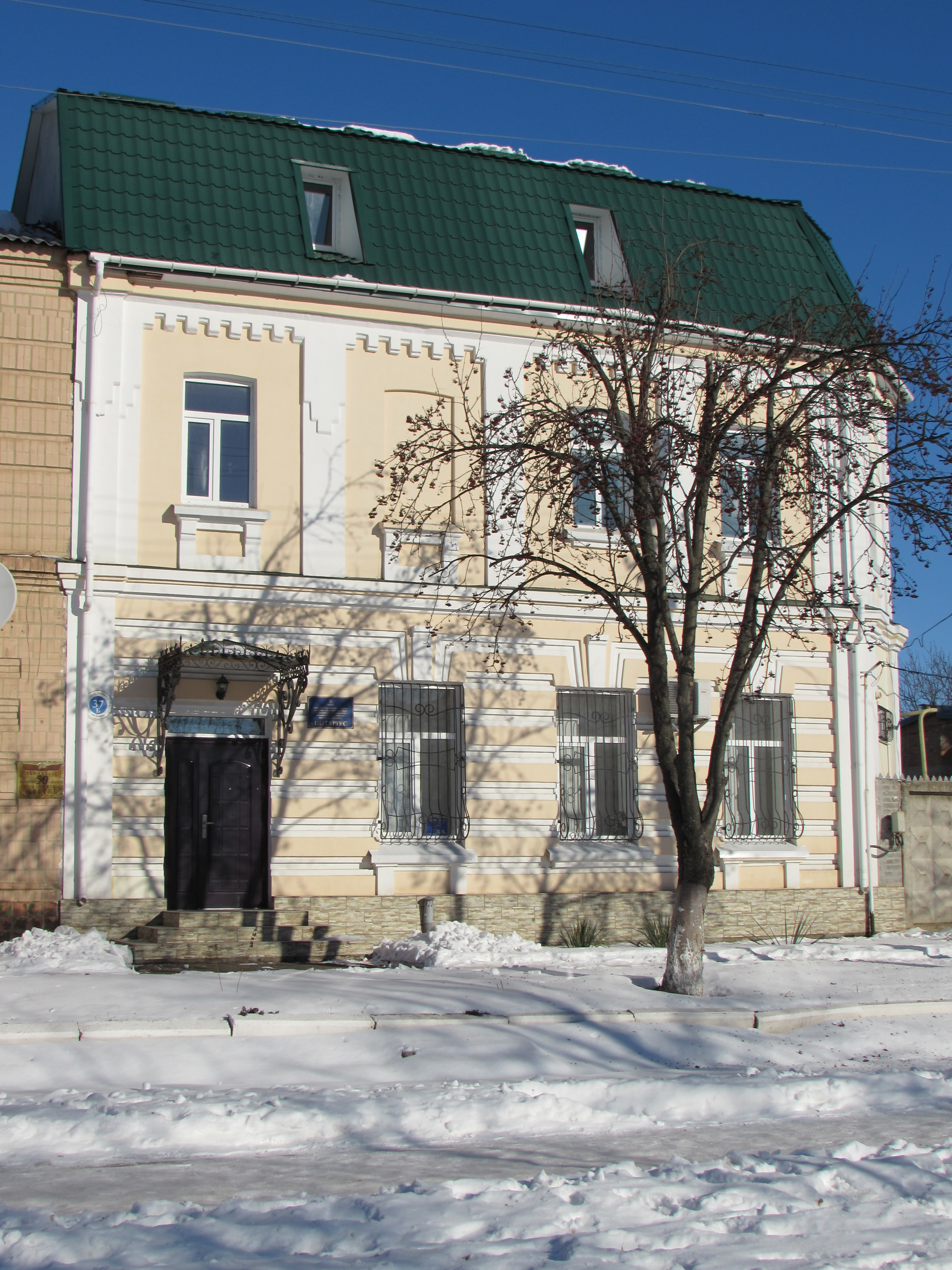
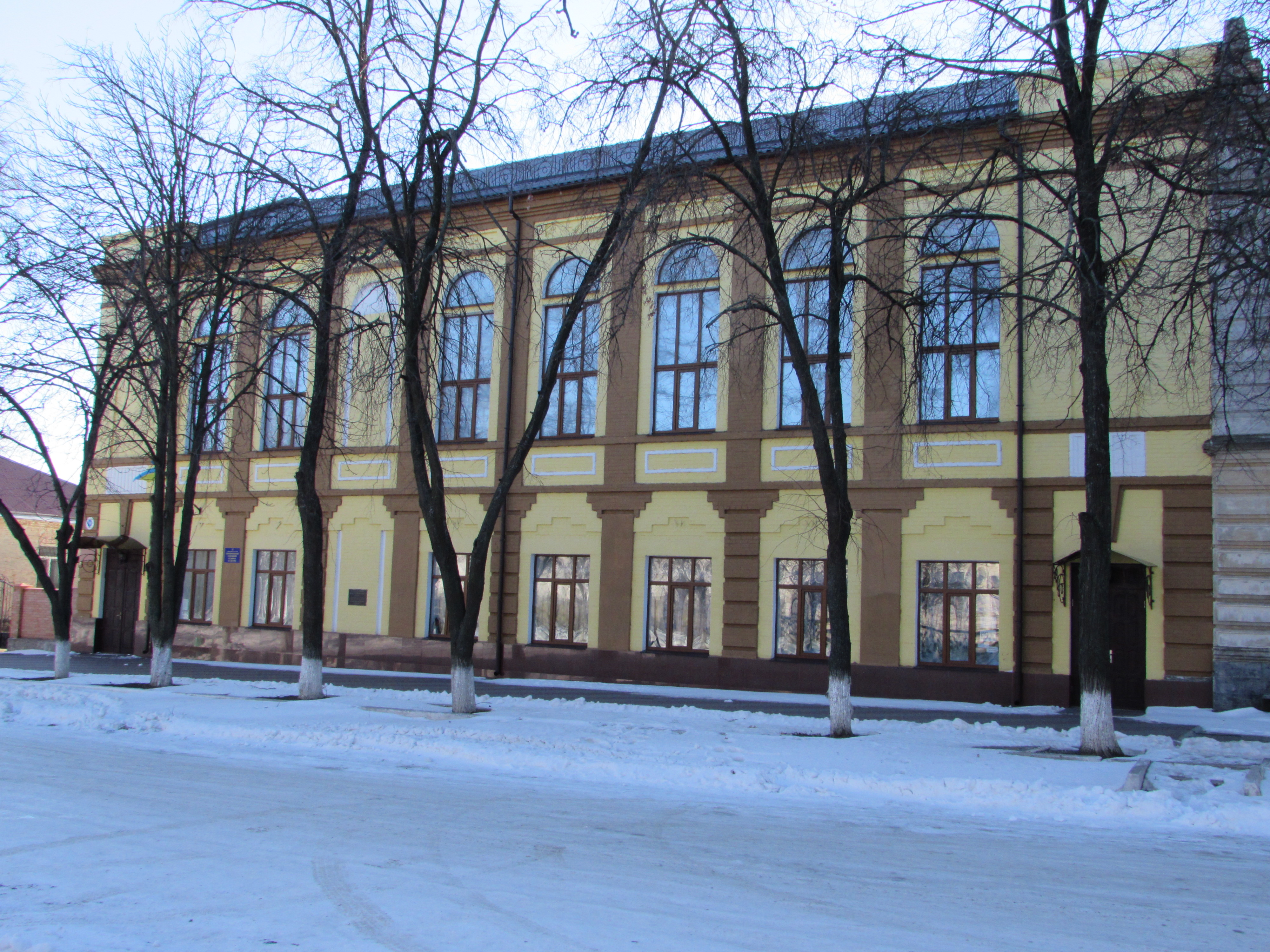
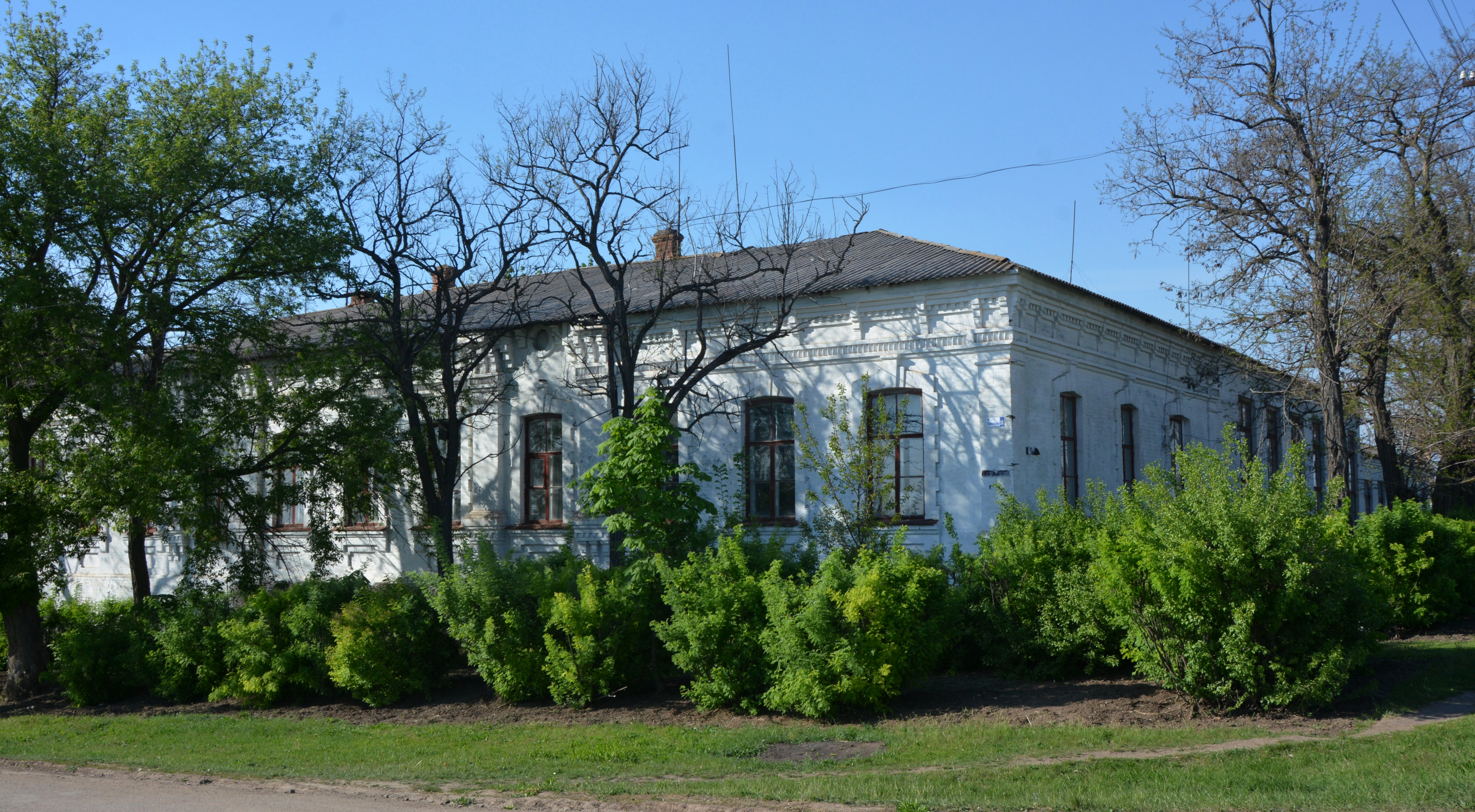
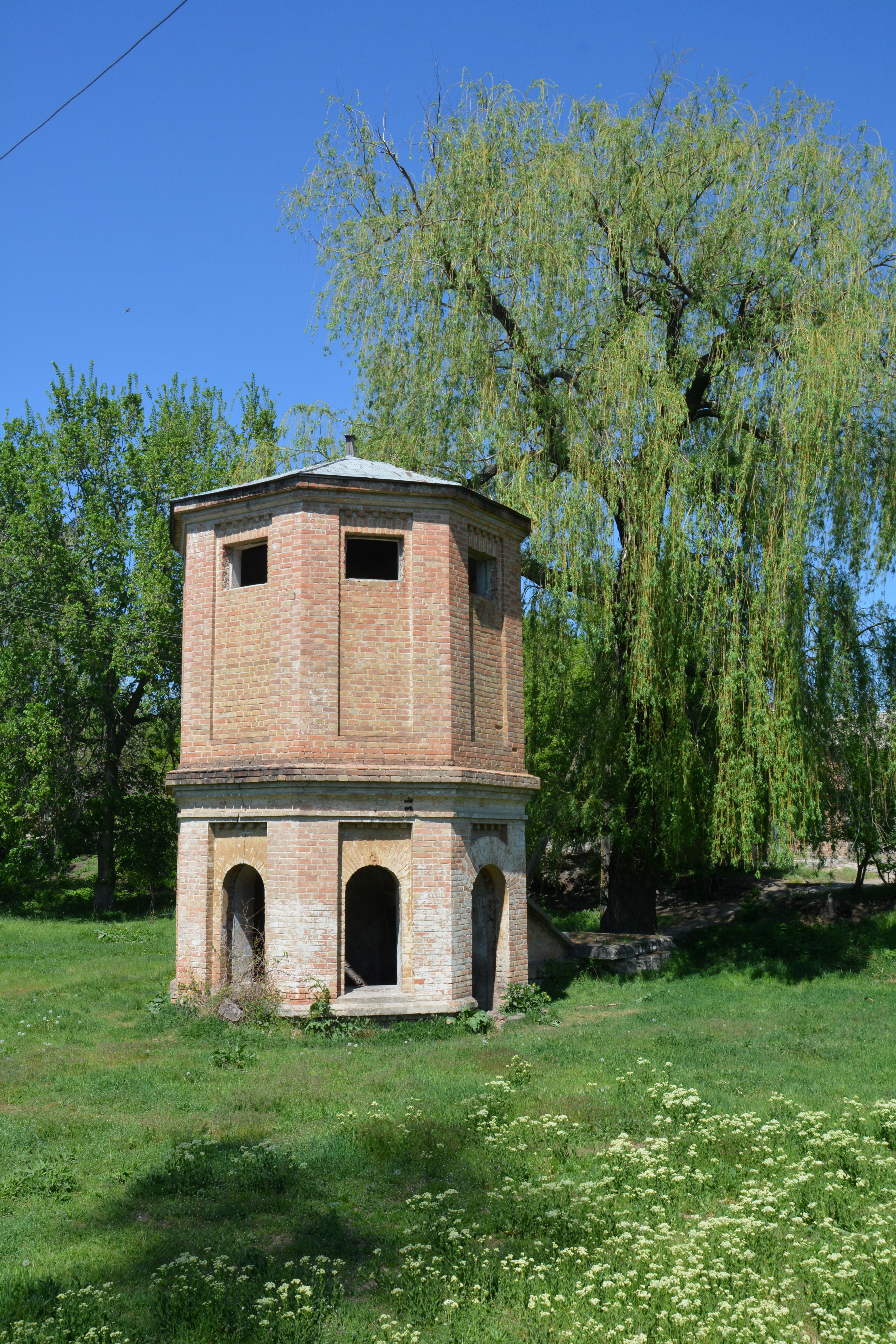
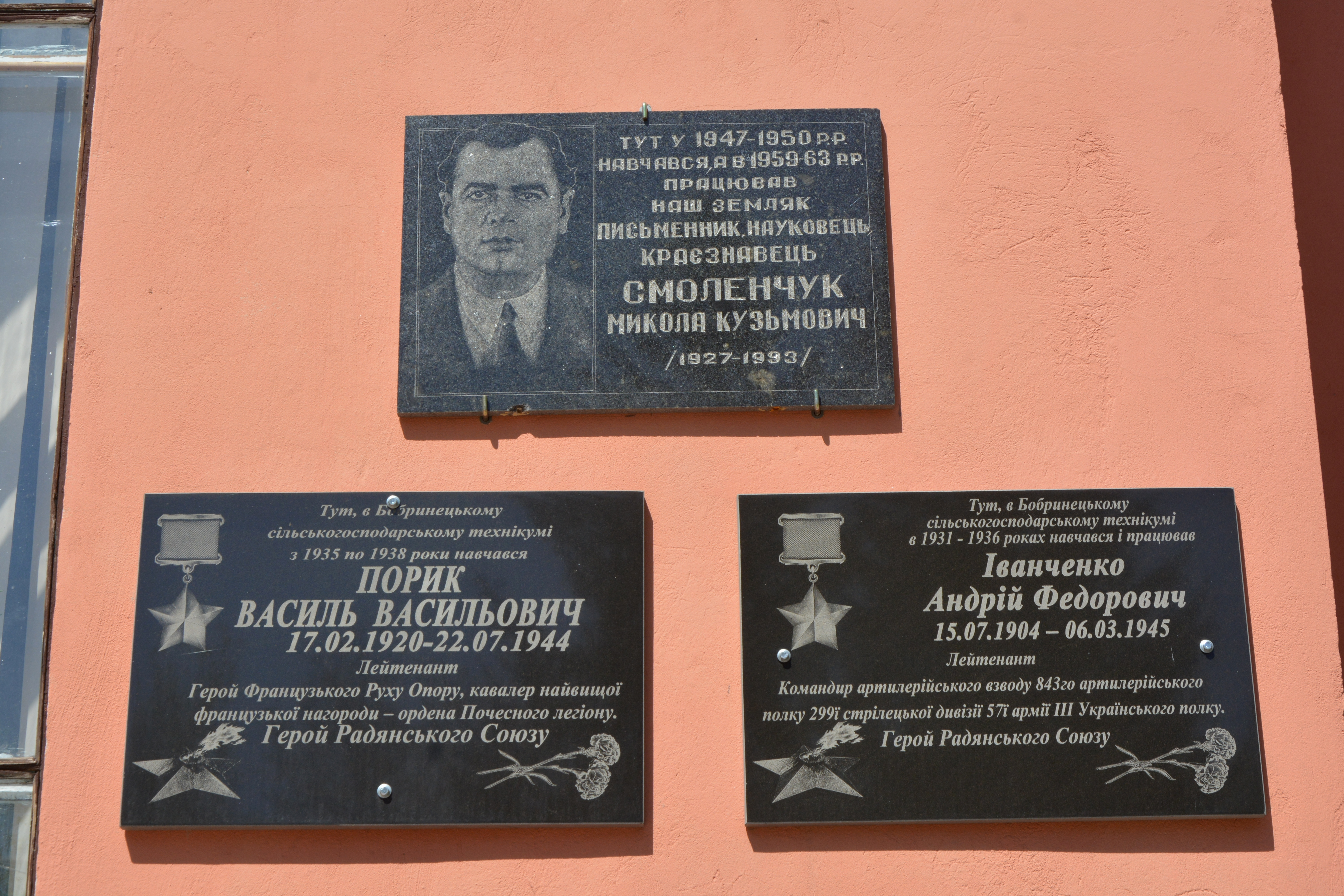
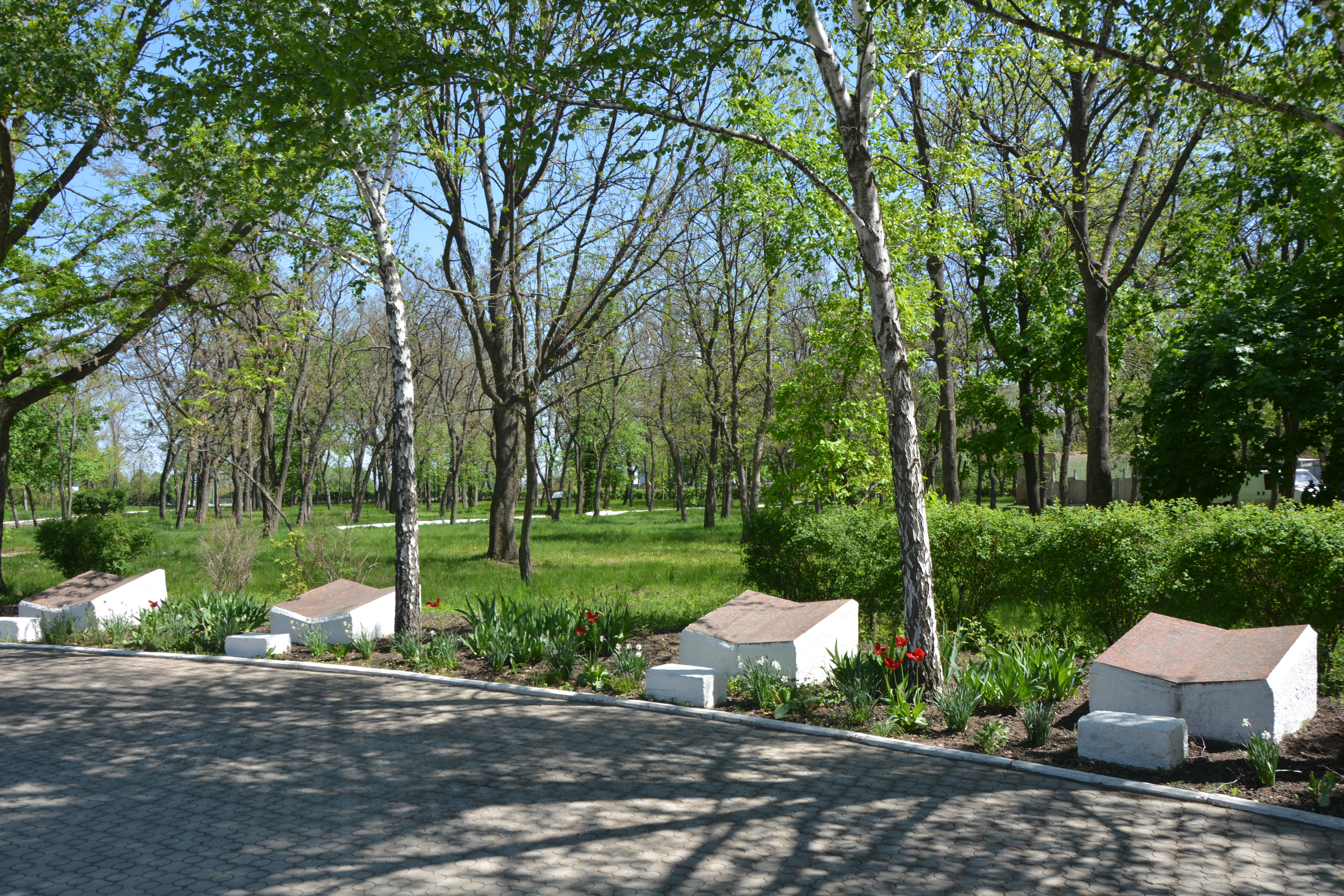
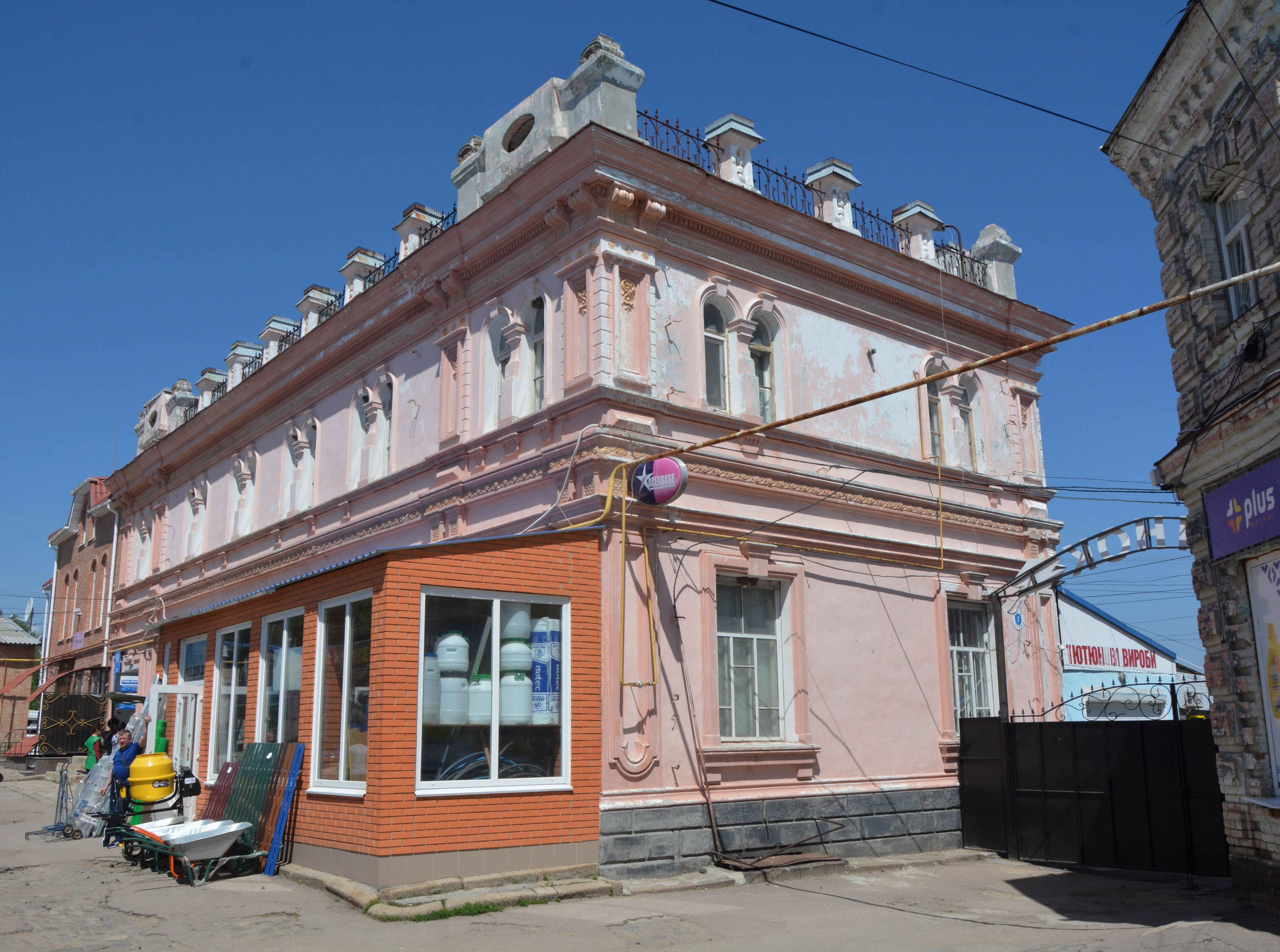
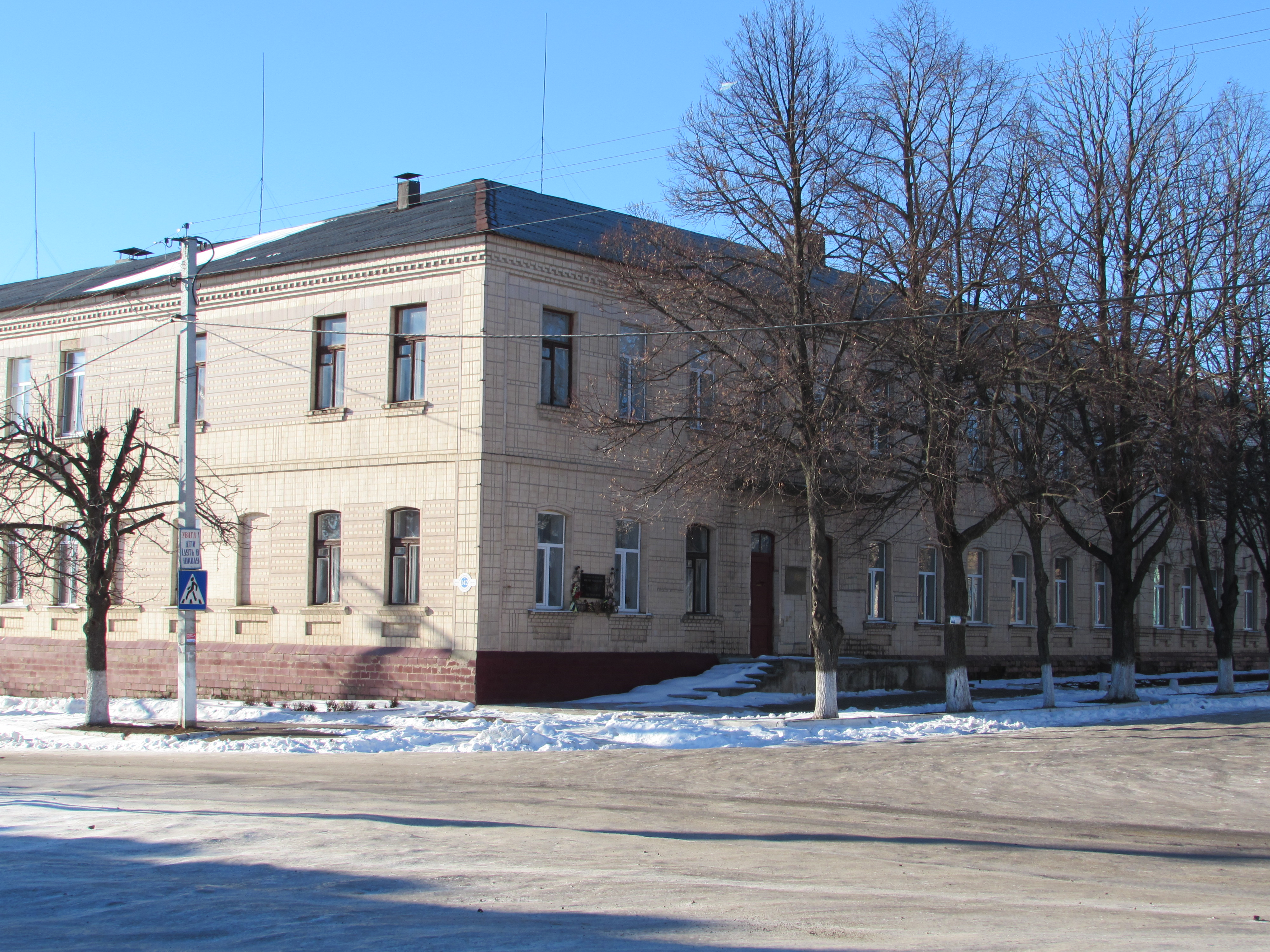
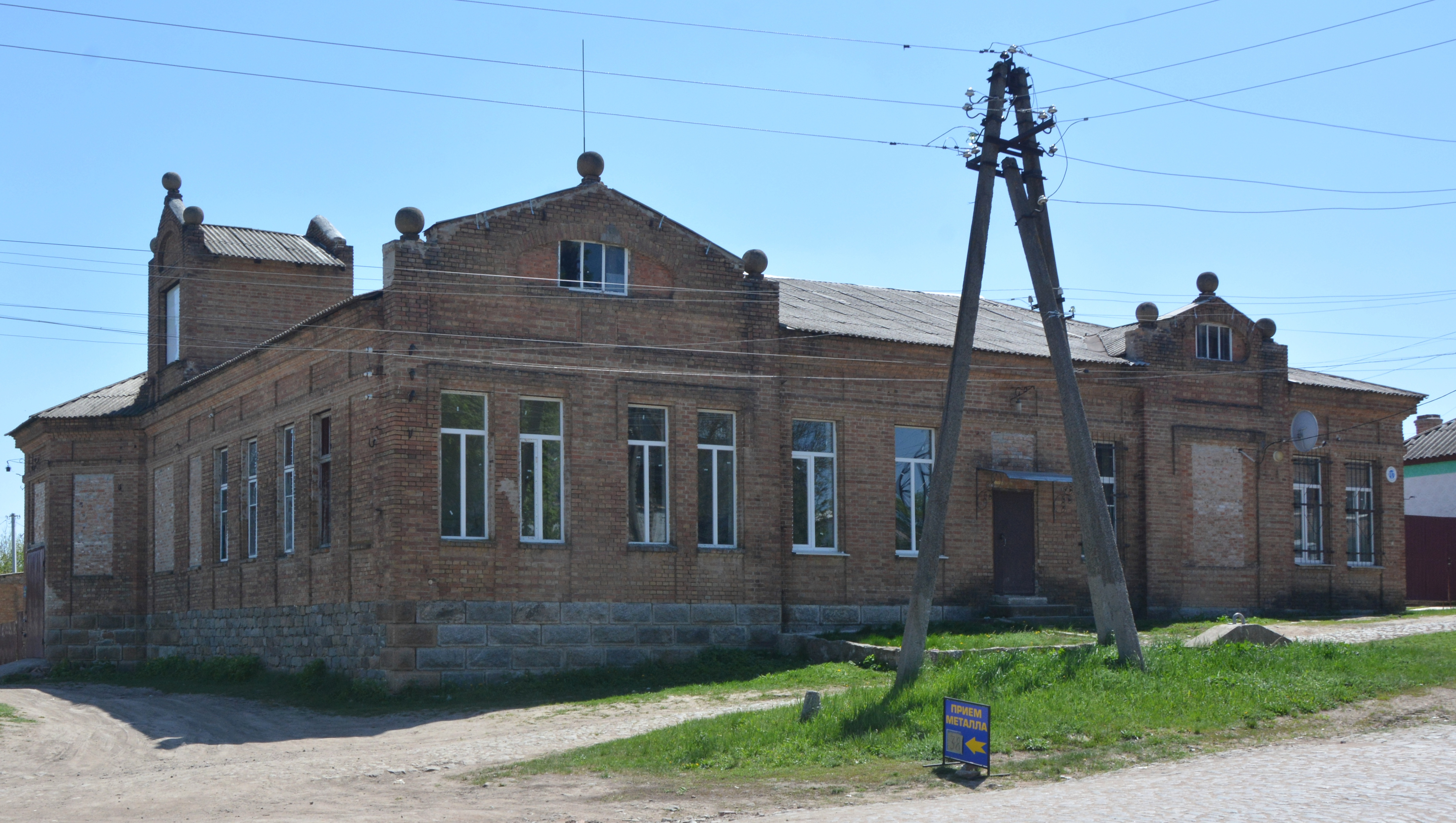
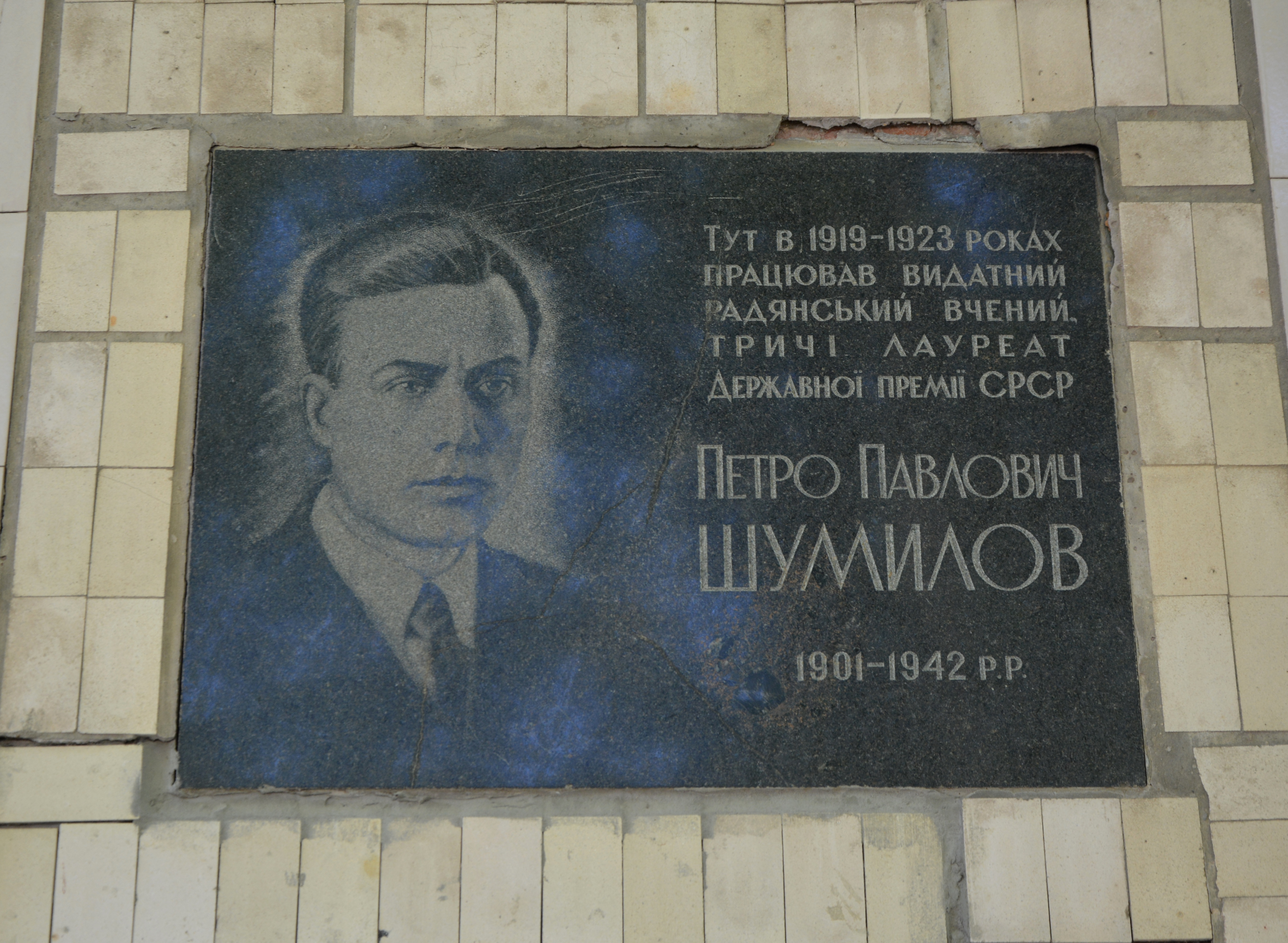
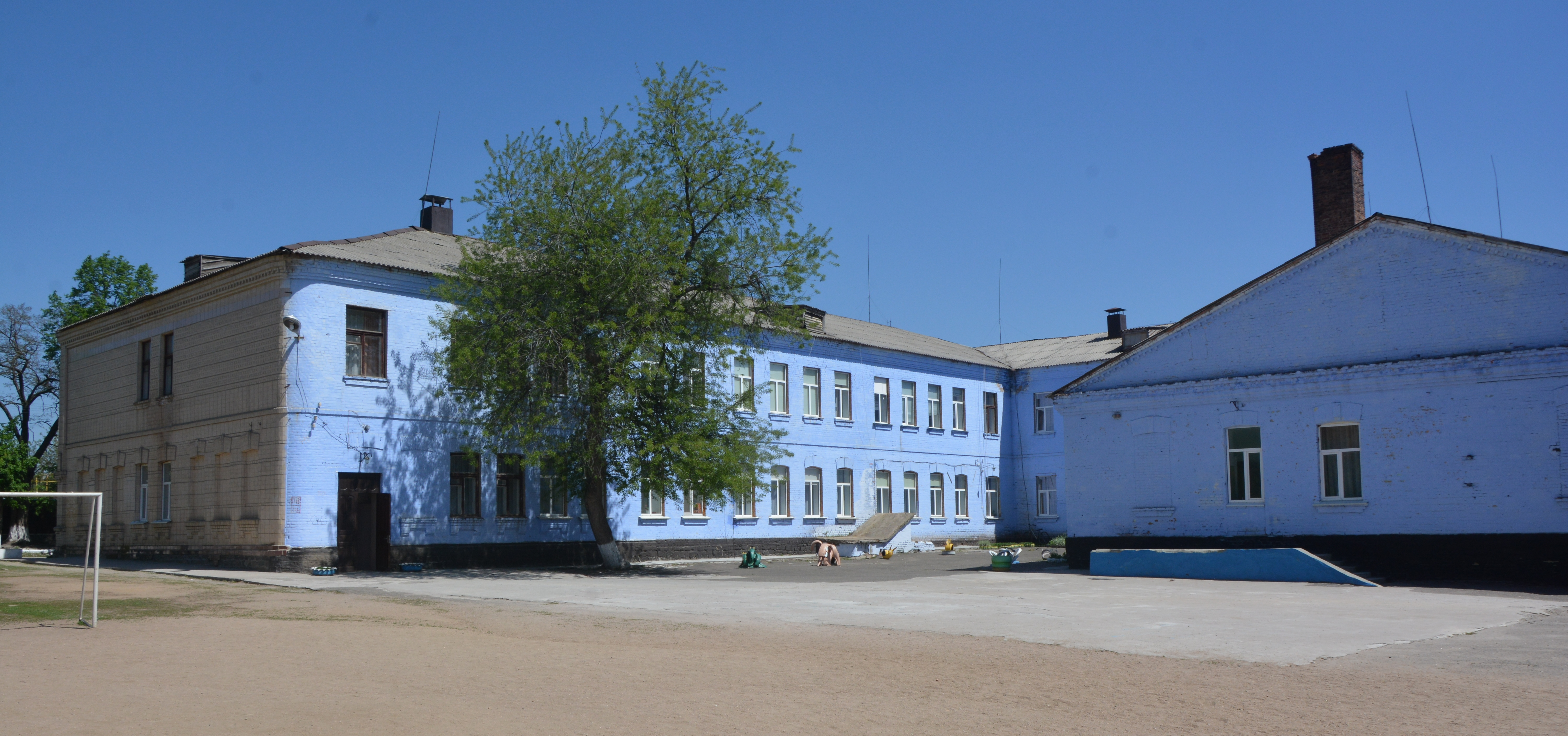
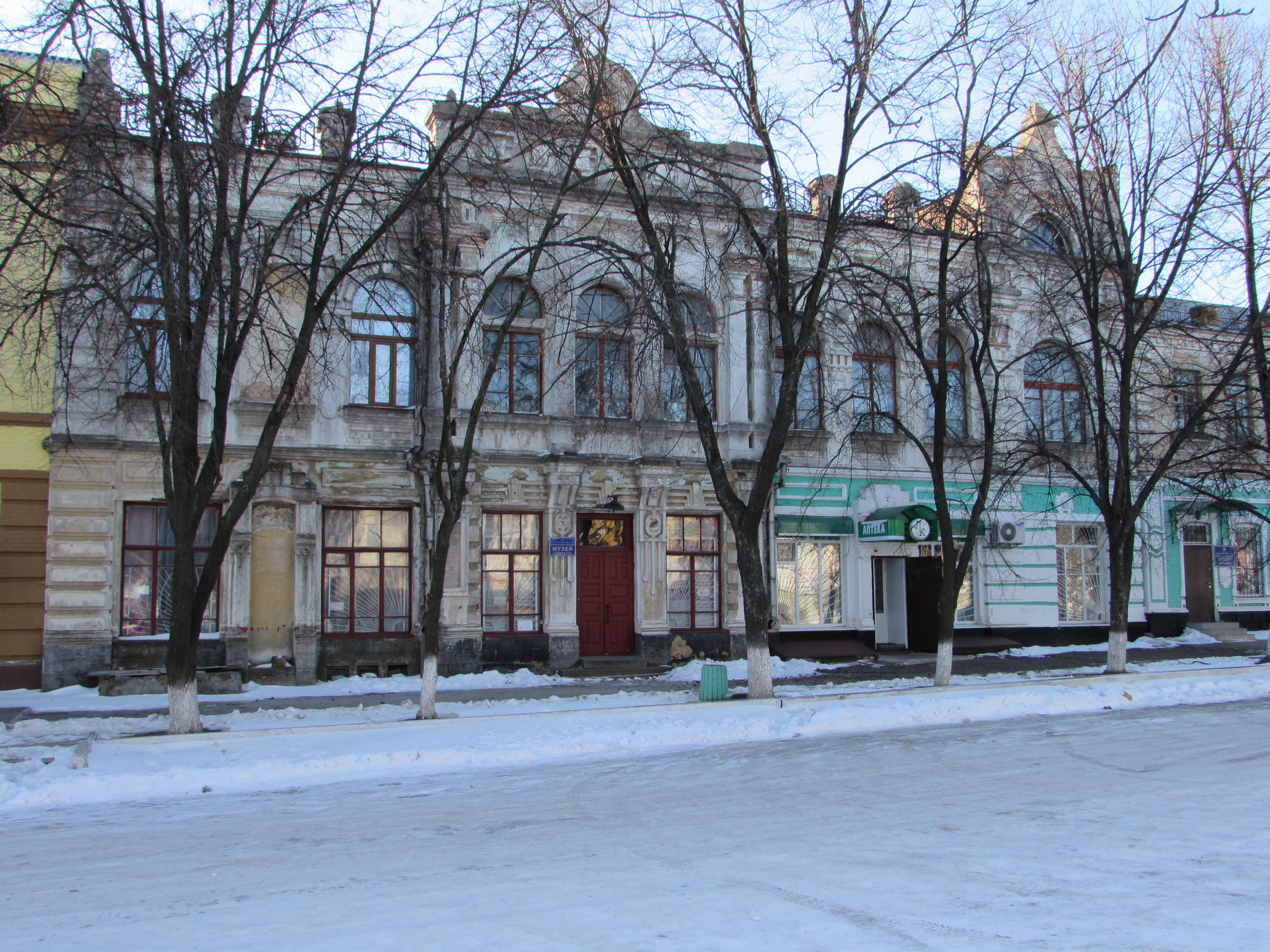
Музей
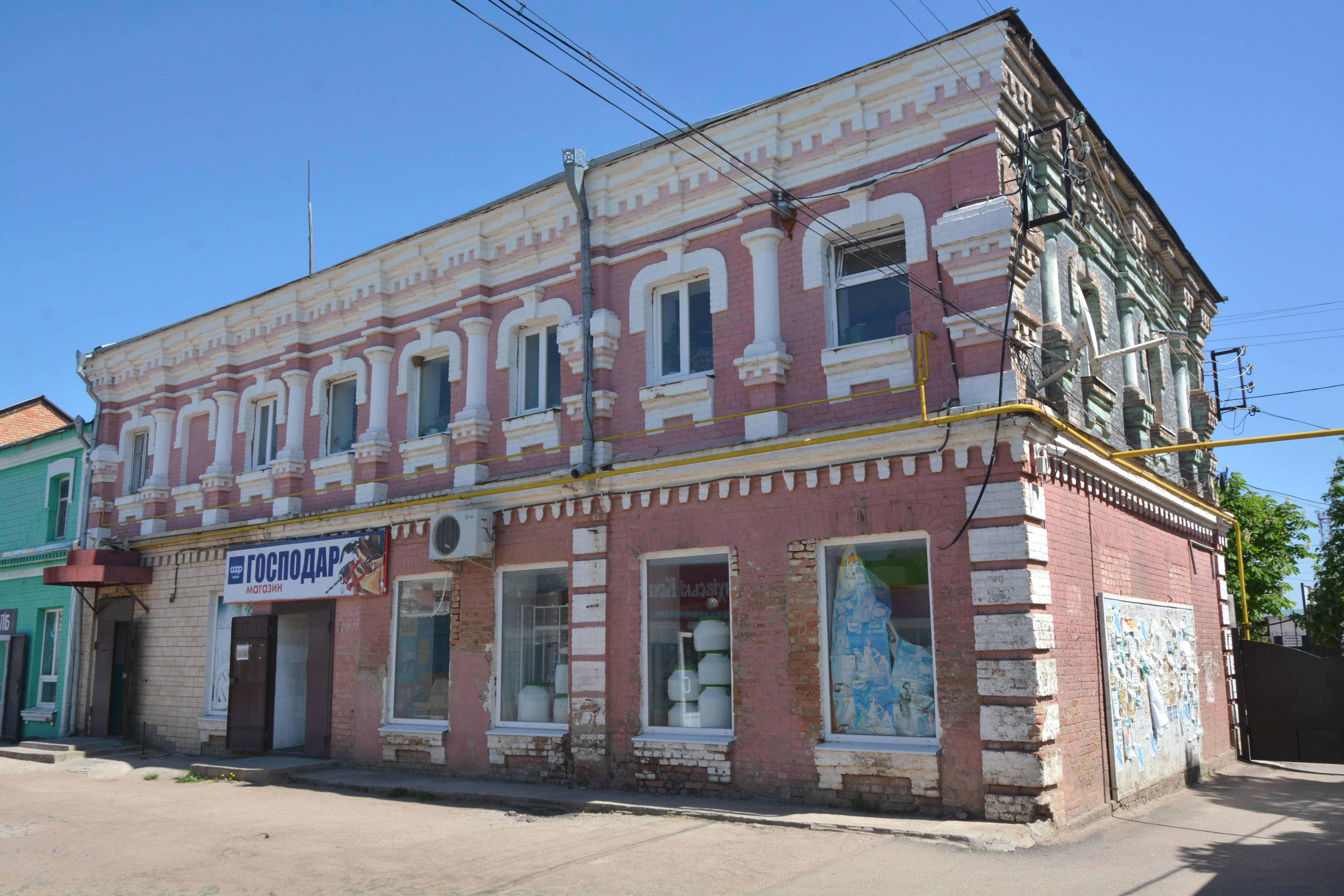
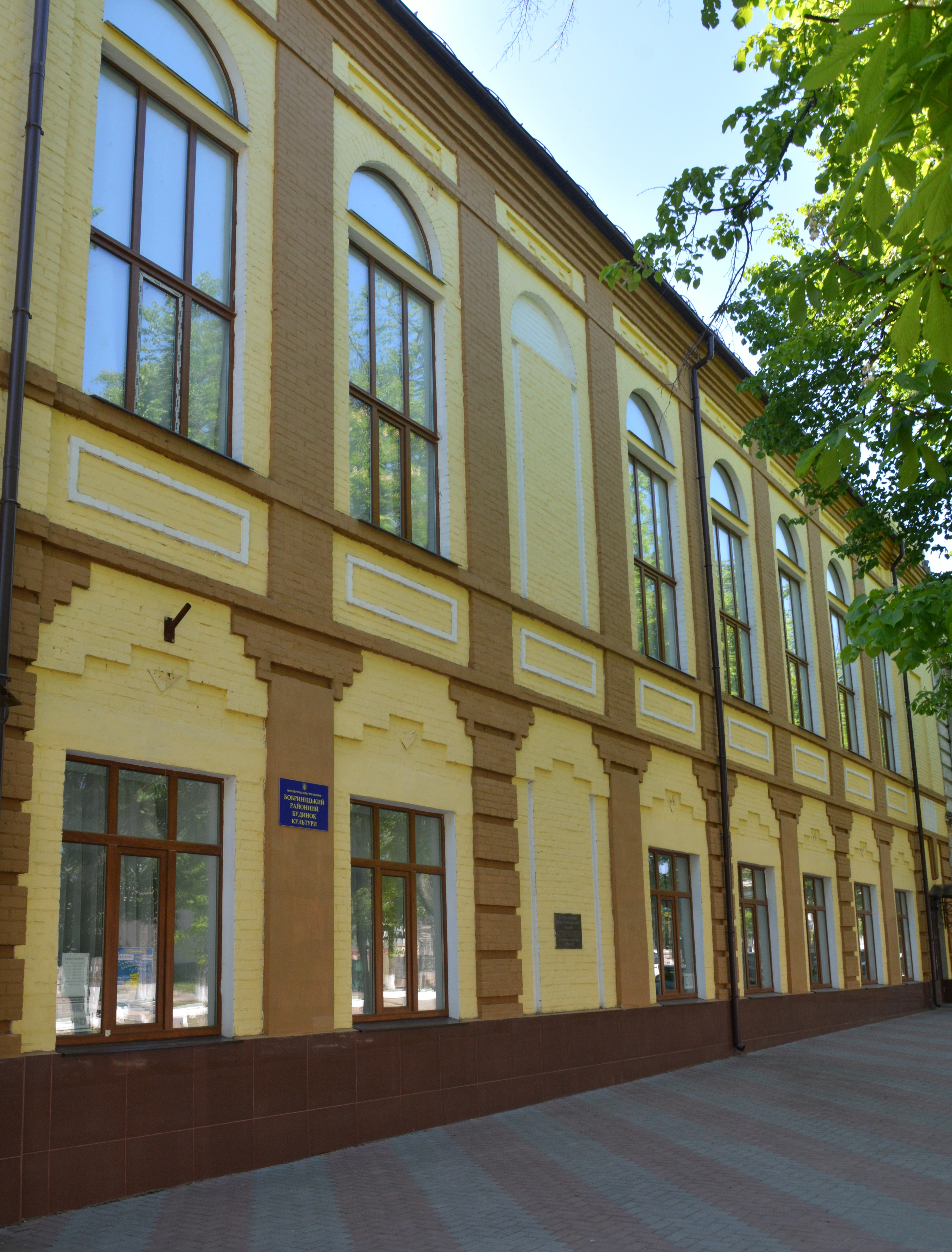
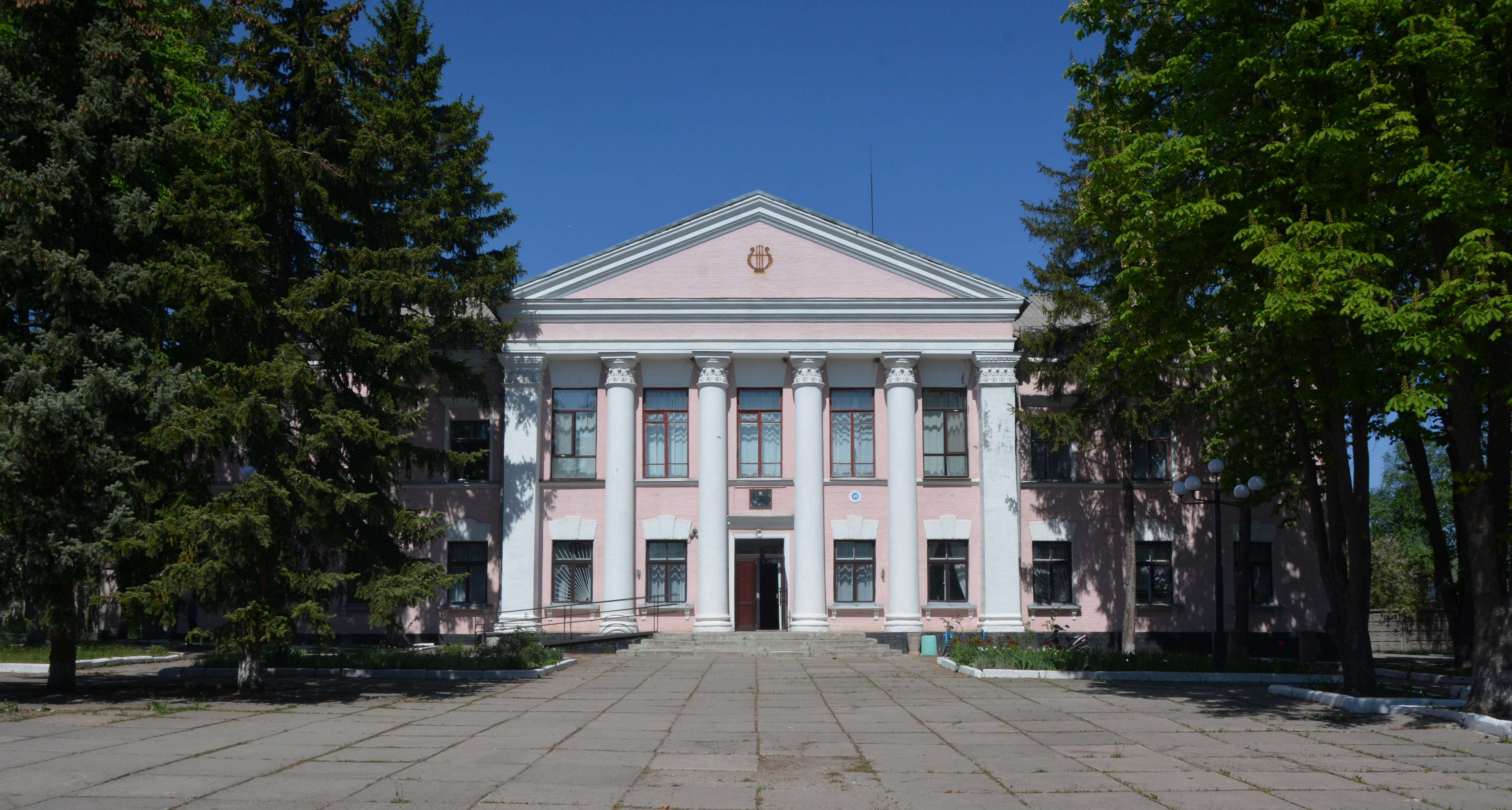
Адміністративна будівля